# Historia de Campeche
El territorio que hoy conocemos como el estado de Campeche,era un reducto territorial en el que se desarrolló, probablemente por más de un milenio, el pueblo y la cultura maya. Forma parte junto con Yucatán y Quintana Roo de lo que los propios mayas denominaron el Mayab.

## Época Prehispánica

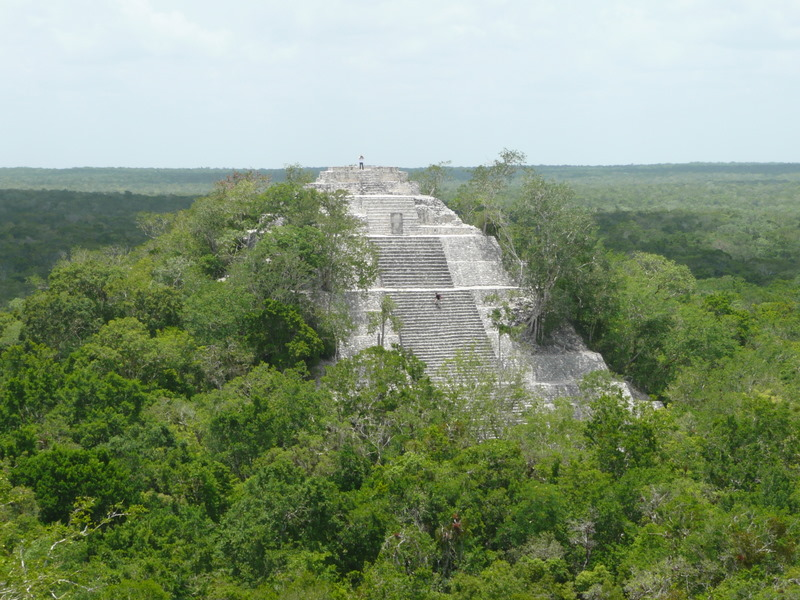
Estructura II de Calakmul.

En la Península de Yucatán hubo poblamientos que posiblemente daten de finales del pleistoceno, como parece deducirse de los hallazgos en las grutas de Loltún y en las Cavernas de Tulum.

### Período preclásico (2500 A. C. - 250 A. C.)
Los indicios más tempranos de ocupación humana, en Campeche, se remontan a fines del Preclásico la región de las tierras bajas mayas experimentó diversos movimientos migratorios que llevaron de sur a norte a núcleos importantes de gente, quizá para colonizar regiones hasta ese momento vacías. Este movimiento seguramente tuvo como causa un crecimiento de la población que obligó a buscar nuevas tierras. Se ha encontrado evidencias de ello en sitios como Becán, Edzná, Dzibilnocac, El Aguacates y Alimoche.
En la costa los primeros asentamientos parecen ser el resultado de dos corrientes migratorias: el suroeste fue ocupado por grupos procedentes directamente de las tierras bajas mayas del sur, mientras que en la costa norte los grupos procedían del interior de la península. Los sitios más representativos de la costa sur son Aguacatal, Xicalango y Tixchel.

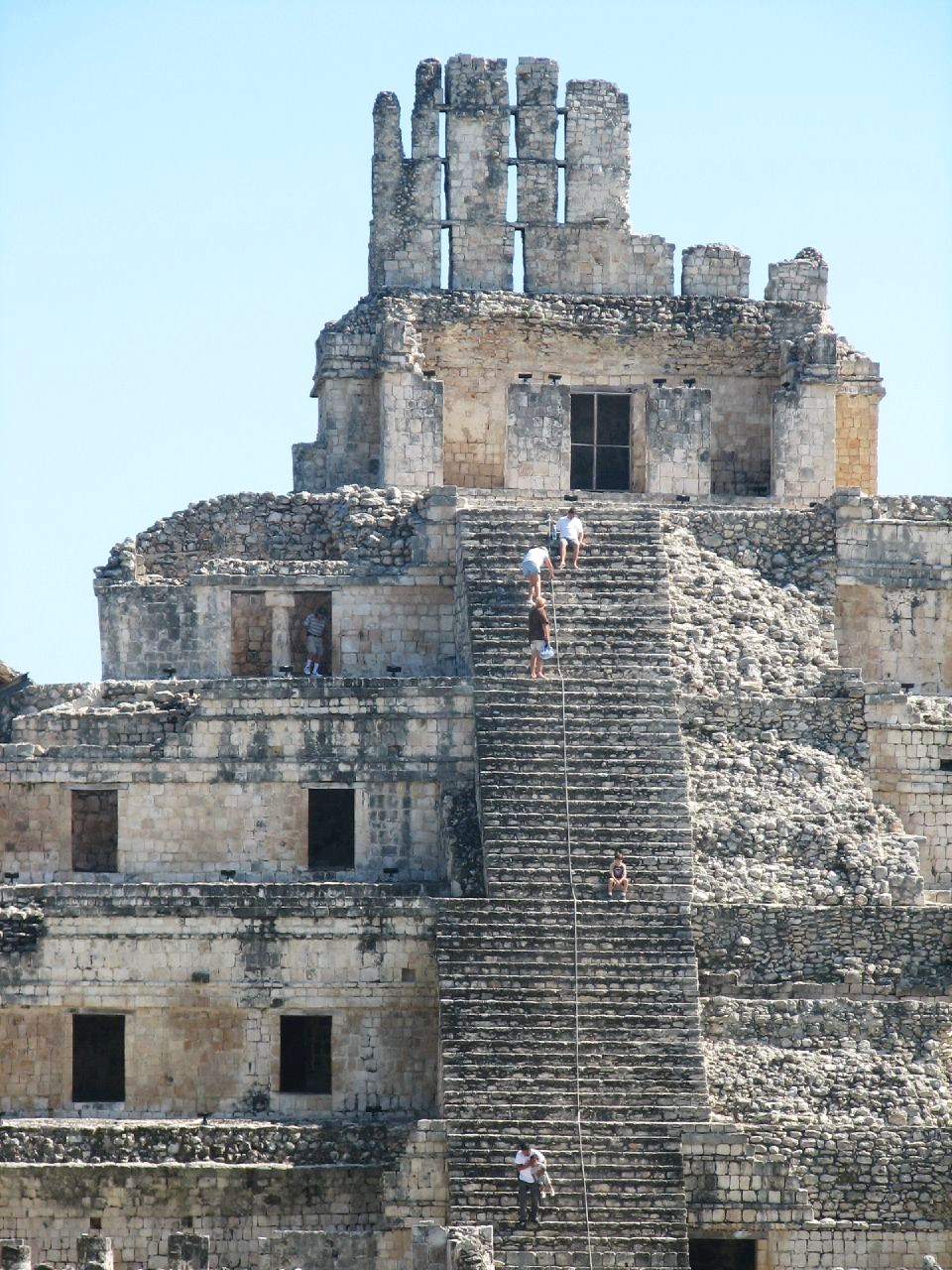
Templo de los Cinco Pisos; zona arqueológica de Edzná.

#### El período clásico (250 A. C. - 1000 D. C.)
Hacia el siglo III de nuestra era, la sociedad maya de las tierras bajas inició un periodo de grandes realizaciones en todos los aspectos de la cultura, y alcanzó altos niveles de excelencia en arquitectura, cerámica, astronomía, etc. A esta época, que termina en el siglo X, se le conoce como Horizonte Clásico, para su estudio se ha dividido en dos fases.
- El Clásico Temprano (250-600 D.C.). En esta primera tase del período Clásico encontramos en Campeche dos fenómenos distintos: por un lado, grupos que han logrado desarrollar rasgos de individualidad; y otros aún en un proceso de diferenciación no muy marcada. Nos estamos refiriendo a poblaciones que desarrollaron el urbanismo a la par de comunidades menos complejas, que cayeron bajo el poder político y económico de las primeras.

- Clásico Tardío (600-1000 D.C.). Este es el periodo del máximo florecimiento de la civilización maya, en el cual diversos grupos que hablan el área lograron desarrollarse substancialmente. La regionalización de la cultura se manifestó plenamente tanto en la arquitectura como en la cerámica. El acelerado crecimiento demográfico permitió llevar a cabo imponentes obras públicas, principalmente templos y palacios, destinados a servir a los dioses, a los jefes y sacerdotes.

#### Período posclásico (1000-1517 D.C.)
La destrucción de los grandes estados territoriales a fines del Clásico Tardío provocó una transformación total del panorama político. En lo referente al actual estado de Campeche, la actividad se concentró principalmente en las costas, y el interior permaneció marginado de la actividad, aunque no deshabitado. 
A la llegada de los españoles, en el siglo XVI, la península estaba dividida en 16 pequeñas entidades, llamadas en maya cuchcabal y mencionadas como “provincias” por los europeos. La forma de gobierno no era la misma en todas; en algunas regía de manera absoluta un solo jefe, en otras existía una especie de confederaciones de jefes menores que toman las decisiones. En el actual territorio de Campeche estas provincias eran: Ah Canul en la parte noroeste, al sur de la provincia de Ah Canul se encontraba Can pech, también estaba la provincia de Chakanpotón y el señorío de Acalán, uno de los pocos grupos mayas que resistieron el paso del Clásico Tardío al Postclásico.

División de las jurisdicciones mayas en el según Ralph Roys.

#### Viajes de exploración de los españoles a la Península de Yucatán

Expedición de Francisco Hernández de Córdoba a Yucatán en los primeros meses de 1517.

El primer viaje de exploración partió de Santiago de Cuba el 8 de febrero de 1517. Pasaron por Isla Mujeres y continuaron por Cabo Catoche. El capitán Francisco Hernández de Córdoba con tres navíos, un gran piloto como Antón de Alaminos y oficiales como Lope Ochoa de Caicedo, Cristóbal Morante, el clérigo Alonso González y la tripulación llegaron al pueblo maya de Can Pech, el 22 de marzo de 1517; fanáticos y obsesivos con el santoral del calendario cristiano, pusieron nombre al pueblo de acuerdo con lo señalado en el almanaque. Así que la ciudad de San Francisco de Campeche tuvo su primer nombre español, Lázaro.
Según el relato del soldado y cronista Bernal Díaz del Castillo, se sabe que tres días después los expedicionarios continuaron por la costa y llegaron al pueblo de Chakanputún o Potonchan, al cual rebautizaron como Champotón y donde se encontraron con unos mil indígenas fuertemente armados que atacaron a los españoles matando a más de veinte y dejando herido al capitán. Los hombres blancos y barbados huyeron llenos de pavor. Francisco Hernández de Córdoba murió después. El cacique Moch (el "mocho", el manco Cohuó) fue el primer héroe indígena; este jefe maya fue capaz de proporcionar la primera derrota a un ejército invasor extranjero en América. Las crónicas y la humanidad reconocen a Champotón como la "Bahía de la Mala Pelea".
La segunda expedición española se inició el 1 de mayo de 1517, cuando el gobernador Diego Velázquez de Cuéllar ordenó que cuatro barcos al mando de Juan de Grijalva recorrieran la península de Yucatán, acompañado del piloto Antón de Alaminos, con los oficiales Pedro de Alvarado, Francisco de Montejo (padre) y el sacerdote Juan Díaz. Todos ellos arribaron el 22 de mayo de 1517 a San Lázaro. Nuevamente los mayas les ofrecieron agua y provisiones. Continuaron hasta Champotón, pero los gritos de los indígenas los asustaron y se desviaron rumbo a la Isla del Carmen. En ese recorrido, encontraron una playa habitada por mayas amistosos. Le pusieron Puerto Deseado (hoy Isla Aguada o Puerto Real). De ahí, se dirigieron a la península de Atasta y al actual estado de Tabasco. Encontraron un río al cual llamaron San Pedro y San Pablo.
El 18 de febrero de 1519 el capitán Hernán Cortés salió de Cuba conduciendo la tercera expedición española donde a su paso por Cuzamil o Cozonnil (hoy Cozumel) se enteró de que dos náufragos vivían desde hace ocho años con los mayas en la provincia de Ekab. Eran Jerónimo de Aguilar y Gonzalo Guerrero. Hernán Cortés envió gente para rescatarlos pero solo Jerónimo de Aguilar se unió a los conquistadores. La expedición de Cortés pasó por Campeche rumbo a Tabasco. En Xicalango (Campeche) o Centla Tabasco recibieron como tributo a una esclava Malintzin (La Malinche o Doña Marina). Ella hablaba náhuatl y maya; Jerónimo de Aguilar español y maya. Ambos tradujeron a Hernán Cortés y por ellos se enteró de que los pueblos mayas vivían aterrorizados por augurios dolorosos: hombres blancos y barbados vendrán de oriente a destruir nuestras ciudades y matar gente.

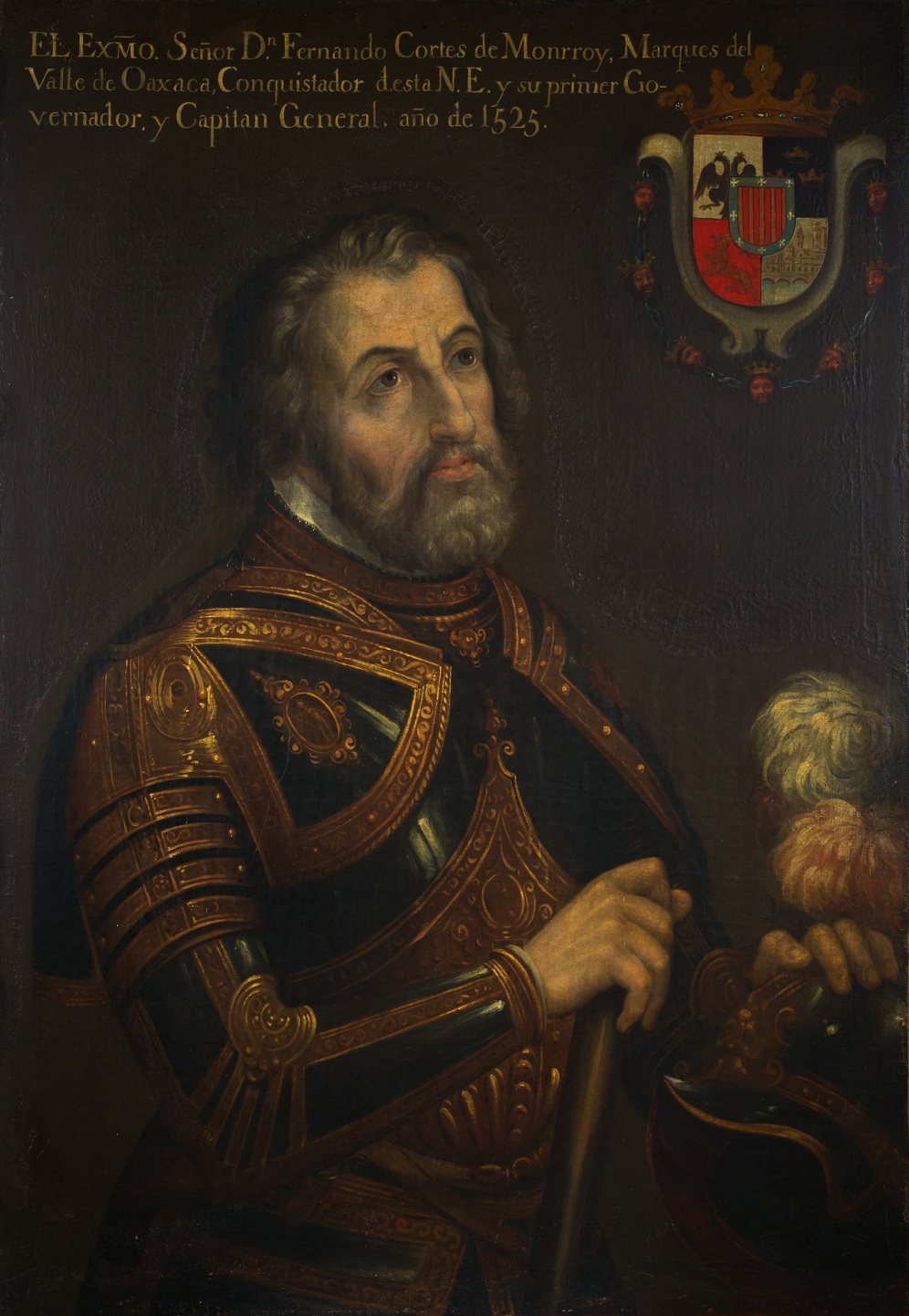
Hernán Cortés Monroy Pizarro Altamirano

Los españoles en 1521 destruyeron Tenochtitlan. En 1525 Hernán Cortés ahorcó al último emperador mexica, Cuauhtémoc, se cree por testimonio de Bernal Díaz del Castillo que fue cerca de la ciudad maya El Tigre o Inzancanac (en el hoy Candelaria, al sur del estado).

#### Conquista
En 1526, Francisco de Montejo recibió del rey el título de Adelantado y su capitulación o patente que le autorizaba conquistar la península de Yucatán. Para este objetivo fueron de gran ayuda el hijo y el sobrino de Montejo.
A finales de 1528, Montejo el Adelantado y su hijo, Francisco de Montejo y León de 28 años, llamado el Mozo, prepararon una nueva campaña de conquista. Los acompañaba Francisco de Montejo el sobrino, de solo 15 años de edad. En marzo del año siguiente, Montejo padre avanzó de Veracruz hacía Tabasco; Montejo hijo creó a su vez, un puesto militar en Xicalango.
A mediados de 1530, De Ávila (capitán con su propia embarcación y bastimentos) fundó Salamanca de Acalán en la antigua Itzancanac capital del señorío de Acalán. Después Alonso de Ávila se dirigió a Mazatán y decidió permanecer a las afueras de esta por casi medio año. Una vez transcurrida la temporada de lluvias y repuesto el ejéricito español, Alonso de Ávila se dirigió a Champotón donde se le unió Francisco de Montejo el Adelantado quien marchó a Can Pech en donde se alió el cacique Ah-Canul en la fundación de Salamanca de Campeche a principios de 1531. Desde ahí se planeó la segunda gran conquista de la península de Yucatán. La respuesta de los mayas a esos planes fue la alianza de los Ah-Canul de Calkiní con los cocomes, dirigidos por Nachi Cocom desde Sotuta.
El 11 de junio luego de la batalla de San Bernabé en Salamanca de Campeche se suscitaron diversas circunstancias que propiciarón la salida de los españoles en 1532. En ese mismo año Alonso de Ávila fue derrotado por los mayas de Uyamil y Chactemal, dirigidos por Gonzalo Guerrero quien los obligó a refugiarse en Honduras.
Para ese entonces Montejo el "Adelantado" fue nombrado gobernador de Tabasco, Chiapas y Honduras, para 1535 se unió Yucatán a sus territorios gobernados, desde ahí Montejo planeó una campaña de conquista definitiva para la península. Fue así que el 4 de octubre de 1540 Montejo el "Mozo" consigue la fundación de la primera villa hispana de la península con el nombre de San Francisco de Campeche; también fue la primera en tener cabildo y ostentar un templo católico.

### Época colonial
Poco después de la Conquista, empezaron a arribar al puerto de Champotón los primeros evangelizadores: fray Diego de Landa, fray Juan de la Puerta, fray Luis de Villalpando, fray Diego de Béjar y fray Melchor de Benavente. Ellos iniciarían la evangelización en San Francisco de Campeche, Calkiní, Champotón y Mérida. También fungieron como educadores, enseñando a los indígenas las letras y los números.
En el año de 1543, se creó la Audiencia de los Confines de Guatemala. Al año siguiente, Yucatán se incorporó a dicha institución. Campeche, Champotón, Hecelchakán y Calkiní se empiezan a poblar de españoles. Las regiones de los Chenes y la selva campechana quedan como zonas rurales, donde los pueblos indígenas eran sometidos a encomenderos españoles.
U
En 1548, un año después de terminada oficialmente la conquista de la península yucateca, el territorio de Yucatán se anexa al Virreinato de la Nueva España, quedando como provincia. Poco después se dividió en cuatro cabeceras: Mérida, Valladolid, Campeche y Bacalar. El mismo año Campeche es reconocido como parte de la Capitanía General de la Provincia de Yucatán.
En 1550, Yucatán pasó a manos de la Audiencia de los Confines de Guatemala y quedó en manos del oidor Blas Gota, mientras que los tres Montejo era destituidos de sus títulos y cargos. Unos meses más tarde, el gobierno pasó a manos de Francisco Herrera, oidor de la Audiencia de la Nueva España, y a finales del mismo año, Su Majestad Carlos I de España nombra Gobernador de la Provincia de Yucatán a Gaspár Juárez de Ávila. 
En el año de 1560, por decreto Real, la provincia de Yucatán pasó de manera definitiva a ser territorio de la Nueva España. En San Francisco de Campeche, Champotón, Calkiní y Hecelchakán seguirían construyéndose casas e iglesias coloniales de estilo barroco. Campeche se empezó a poblar con europeos sedientos de fortuna, los derechos y privilegios se obtenían por el simple hecho de ser español, los peninsulares podían obtener gratuitamente esclavos, tierras y casas. Mientras que un zapatero, herrero o campesino español que residía en España era considerado dentro de la "clase baja", podía obtener en la Nueva España fama y fortuna y convertirse en un poderoso encomendero o hacendado.

#### Población y encomienda
Con la decepción española de no encontrar oro en la Península Yucateca, la población fue el principal botín de los conquistadores. Los indígenas sometidos fueron llamados Esclavos de Rescate y considerados como botín de guerra podían ser vendidos o esclavizados. El argumento de los españoles era que los indígenas ya eran esclavos de sus caciques y señores y que su liberación era el retorno a las prácticas paganas y el abandono de la verdadera fe.

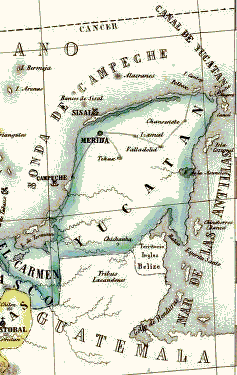
Capitanía General de la Provincia de Yucatán.

El Rey de España se tuvo que enfrentar a un dilema: por un lado debía enfrentar las críticas de la Iglesia y otras potencias europeas por el exterminio masivo y la esclavitud de los sobrevivientes indígenas; y si abolía la esclavitud y el comercio de indígenas, se veía en problemas con sus súbditos. La solución fue la abolición de la esclavitud por un lado, pero además estableció los mecanismos legales de apropiación del trabajo y recursos indígenas para no enfrentarse a los españoles.
En 1542, el rey de España proclamó las llamadas Leyes Nuevas, que establecían la libertad de los indígenas como súbditos de la Corona Española, y que desde entonces no se podría convertir a esclavo a ningún indígena bajo ninguna circunstancia, y la persona que transgrediera estas leyes sería castigada con la pena de muerte. La ola de protestas llegó a la corte peninsular de inmediato, acompañada de fuertes amenazas de despoblar y abandonar las posesiones de ultramar.
Era evidente que el cumplimiento de las Leyes Nuevas significaba un golpe para los conquistadores, de manera que, en beneficio de la metrópoli y de su colonia, la esclavitud fue legalmente abolida, pero continuaría a través de otros medios. A quienes contribuyeron a acrecentar los dominios del Imperio Español, se les premió con la servidumbre indígena traducida a Encomienda, Repartimiento y Servicios Personales; mecanismos básicos en la estructura económica colonial por medio de los cuales se regirían las relaciones entre naturales y europeos, y los servicios que los primeros debían prestar a los segundos. 
A través de la encomienda, un número de pueblos de indígenas quedaba sujeto o "encomendado" a un español, a quien tributarían en especie y trabajo. Los servicios eran desde labores agrícolas y domésticas, hasta obras de construcción, sostenimiento de viudas y blancos pobres, y amamantar a recién nacidos. Debían prestar sus servicios todos los hombres entre 16 y 60 años, y las mujeres, teóricamente exentas, desde los 12 hasta los 60 años, y al igual que estas, los que ocupaban cargos de autoridad y los enfermos que estaban exentos, también debían cumplir con sus servicios o pagar a alguien que los hiciera. Teóricamente, que no en la realidad, los servicios serían remunerados; se estipuló un real diario, y se prohibió el pago en especie.
Entre una semana de servicios y la siguiente debían mediar tres; el número de indígenas "repartidos" que le correspondía a cada encomendero y clérigo estaba anotado en un padrón; por el lado indígena, eran los alcaldes indígenas quienes se encargaban de vigilar su cumplimiento, y por el de los españoles, eran los jueces repartidores, a quienes se les pagaba un tributo de medio real por indígena, llamado Holpatán .
Esta legislación expoliadora vino acompañada de un reordenamiento de la población. Muchos asentamientos prehispánicos desaparecieron como tales, otros sobrevivieron y acrecentaron su población con los reubicados, dando paso a un nuevo orden geopolítico en función de la economía colonizadora. No todos los pueblos indígenas fueron encomendados, algunos quedaron bajo la jurisdicción real y recibieron el nombre de pueblos de la Real Corona. 

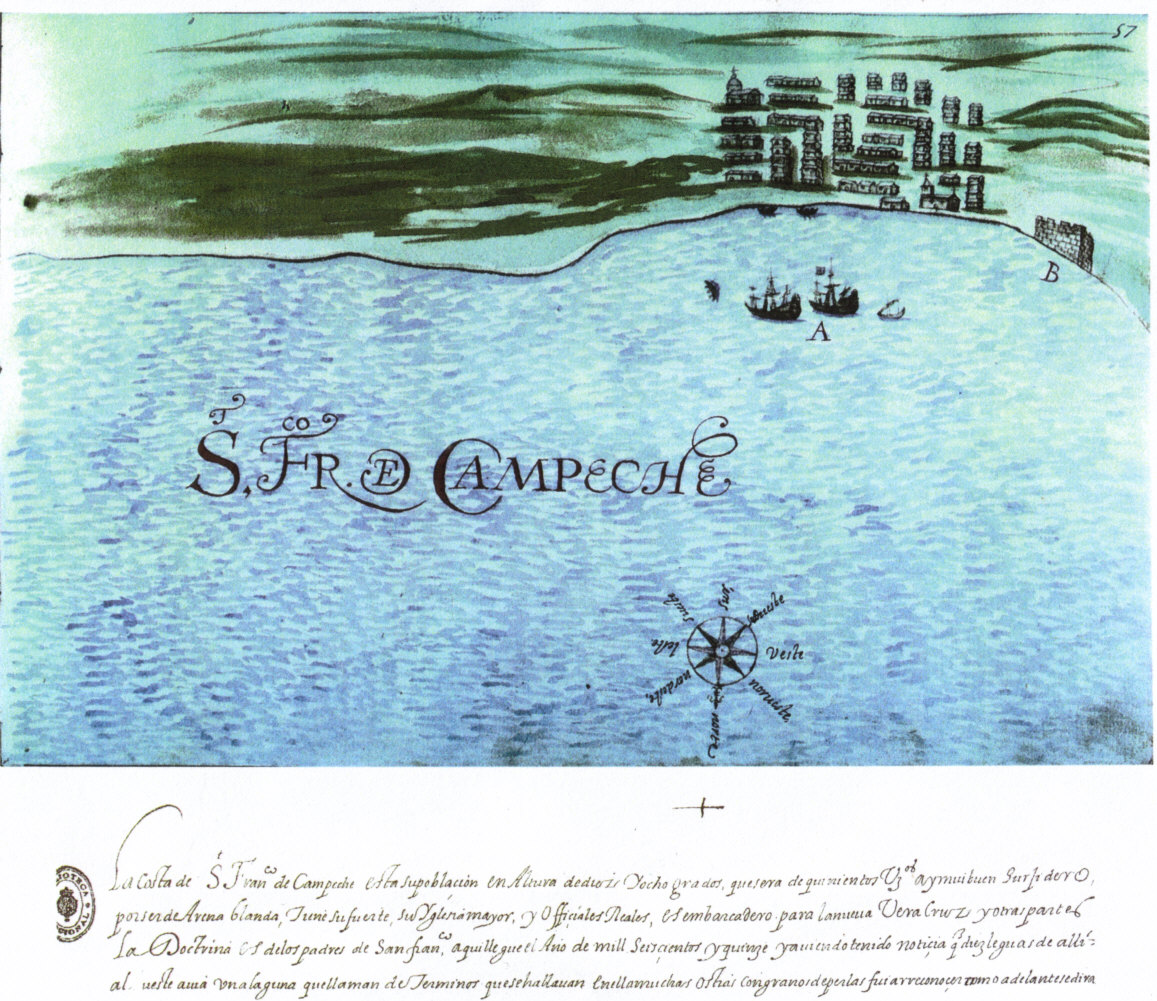
Carta Naval de la Bahía de Campeche.

Una de las primeras encomiendas que el rey de España concedió en territorio campechano, fue la región llamada Acalán Tixchel, hoy conocida como la zona de los ríos (Candelaria, San Pedro, Mamantel); en 1553, la población del área había descendido de manera dramática, en un 96%, de 50.000 al momento del contacto, a 500 tributarios que se registraron en la tasación de aquella fecha. Unos se internaron en las selvas adyacentes, y muchos otros fueron tomados como esclavos y vendidos. 
La población indígena era el factor esencial para la ocupación de los territorios; aquellos con mayor número de habitantes eran más preciados; en la península de Yucatán, las zonas comprendidas entre Mérida, Valladolid, Izamal, y Maxcanú, Calkiní, Hecelchakán y Tenabo, y los alrededores del puerto de Campeche, fueron las más codiciadas por los conquistadores; por el contrario, las selvas y los pueblos más alejados de los asentamientos españoles, fueron considerados como tierra inhóspita por los extranjeros, y como zona de refugio, libre de tributos y cruces en la espalda por los mayas que encontraron en la huida el mejor mecanismo para librarse de las pesadas cargas impuestas por aquellos.
Esta circunstancia marcó las diferencias fundamentales en la conformación de la sociedad colonial regional. Fue notoria la desigualdad entre el puerto de Campeche y otros centros urbanos peninsulares, en cuanto al número de encomiendas; la tasación de 1549, reportó 36.870 indígenas tributarios para el territorio jurisdiccional de Mérida, 15.094 para el de Valladolid, y 5.820 para San Francisco de Campeche.
Estas zonas sirvieron de base para congregar a la población indígena y tener un mejor control de ella, cobro de tributos, conversión religiosa, proximidad de la fuerza de trabajo, etc. Algunos encomenderos prefirieron incluso perder sus encomiendas poco pobladas y centrar su atención en aquellas zonas populosas.
En Campeche, los españoles prefirieron establecerse alrededor del puerto de San Francisco de Campeche y recongregar a los indígenas cautivos en los pueblos indígenas circunvecinos, como Chiná, Pocyaxum, Hampolol, Hool, Sihochac, Castamay, Lerma; o bien en la zona conocida como Camino Real (Calkiní, Hecelchakán, Becal, Tenabo), en donde la población indígena era mayor. Por el contrario, las zonas selváticas como la de Acalán Tixchel, La Montaña, Sahcabchén, y Los Chenes, quedaron como territorios inhabitados, con interés más para los frailes y su tarea evangelizadora que para los encomenderos. Para 1607, la Minuta de Encomenderos arrojó la cantidad de 5.000 indígenas tributarios para Campeche; y para fines del siglo XVII, la lista de Encomiendas de 1688 reportó 1.116 tributarios.

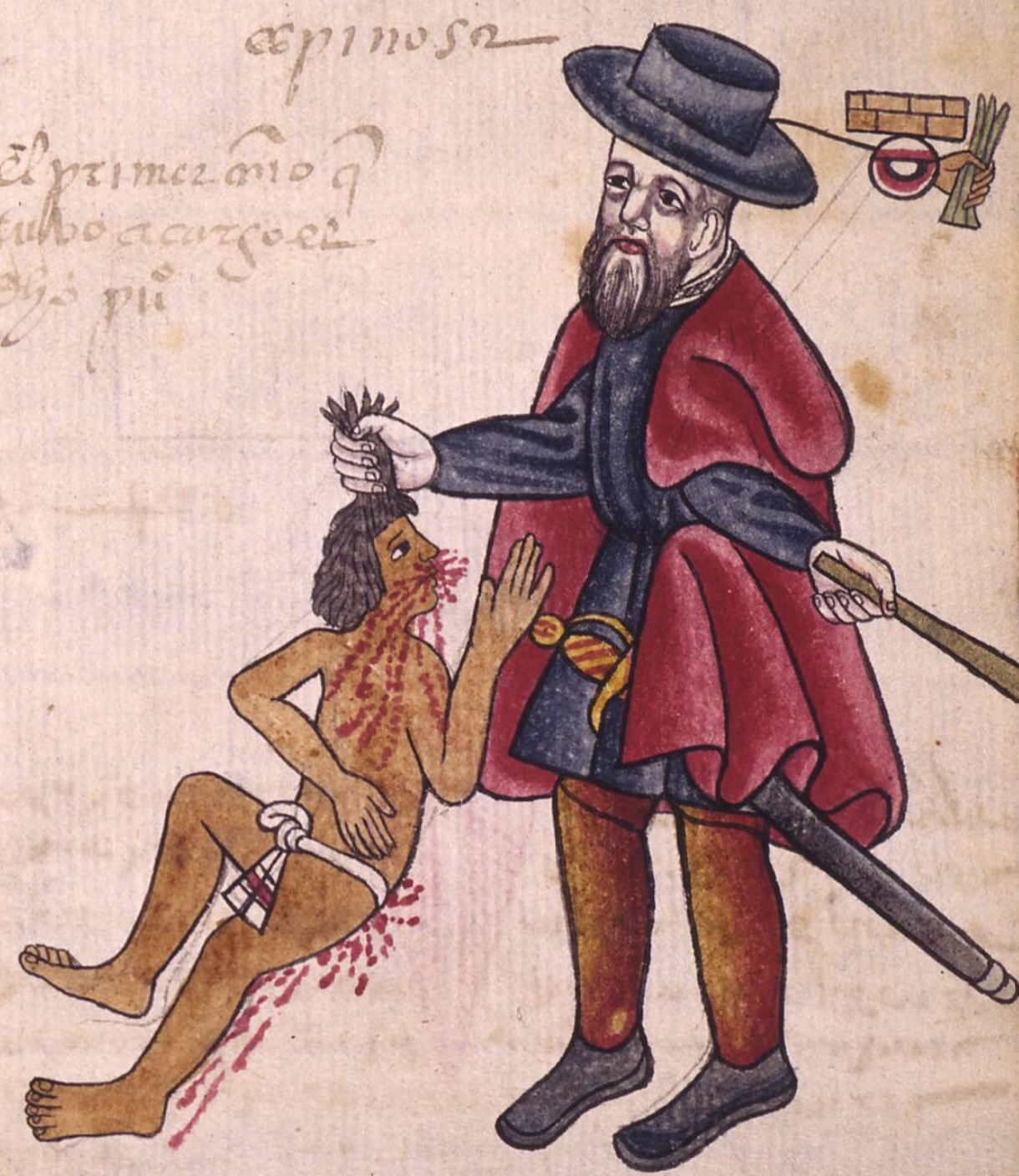
Códice Kingsborough; un encomendero abusa de un indígenas.

Los registros que clérigos, encomenderos y autoridades reales hicieron con el propósito de controlar su tributación, nos muestran a la población indígena de Campeche de la siguiente manera: indígenas de pueblo o naturales que vivían en sus comunidades llamadas Repúblicas de Indígenas, y mantenían su organización política interna, se ubicaban básicamente en los alrededores del puerto y en Camino Real; los laboríos o indígenas que prestaban sus servicios en labores agrícolas de manera voluntaria, en contraste con los indígenas de pueblo que eran forzados a prestar sus servicios a los blancos; los indígenas naboríos o mayas que habían abandonado sus pueblos y vivían en los barrios de San Francisco de Campeche; y los indígenas libres o "Uit'es", que poblaban el vasto territorio selvático de Campeche. Los escasos encomenderos de Campeche se vieron obligados a recurrir a la reducción de indígenas, constantemente tuvieron que perseguir a sus huidizos encomendados y reducirlos en asentamientos más accesibles, además de que esta circunstancia les sirvió para respaldar las cargas excesivas que les imponían.
A mediados del siglo XVII, los abusos del gobernador en turno y sus jueces repartidores propiciaron la rebelión de Sahcabchén. En 1668, el obispo informaba al rey "sobre los repartimientos y malos tratos que el gobernador... daba a los indígenas", diciéndole: "pues aunque en los gobiernos pasados se retiraban muchos indígenas desesperados del yugo, en el gobierno presente... no sólo indígenas de los pueblos sino los pueblos y partidos de indígenas dejando lastimosamente primeramente sus iglesias y doctrinas y la fe que profesaban, yéndose a ser idólatras sus casas y haciendillas, también como se ha visto ahora en todo el partido entero que llamaban de Sahcabchén".
Esta rebelión puso en peligro incluso a los pueblos cercanos al puerto; el fraile Cristóbal Sánchez, muy preocupado, escribía a sus superiores desde San Antonio Sahcabchén: "Y asimismo que la más común y asentada opinión con que se hayan todos los indígenas de la montaña y caciques... es que se hayan todos los ranchos y pueblos circunvecinos de Campeche y luego al punto bajar a la montaña el gentío y matar a cuantos hubiere en Campeche y llevarse a las mujeres para que sirvan a las suyas como ellas lo han hecho hasta aquí a los españoles".
Ante tal información, las autoridades del puerto, temerosas, ordenaron las previsiones del caso, particularmente porque "de la villa de Campeche no se puede dar socorro alguno por estar el enemigo sobre él con doce embarcaciones", y además porque se temía "que los indígenas montaraces y alzados pasen a juntarse con los ingleses...". A la rebelión indígena se unió la amenaza de los piratas.

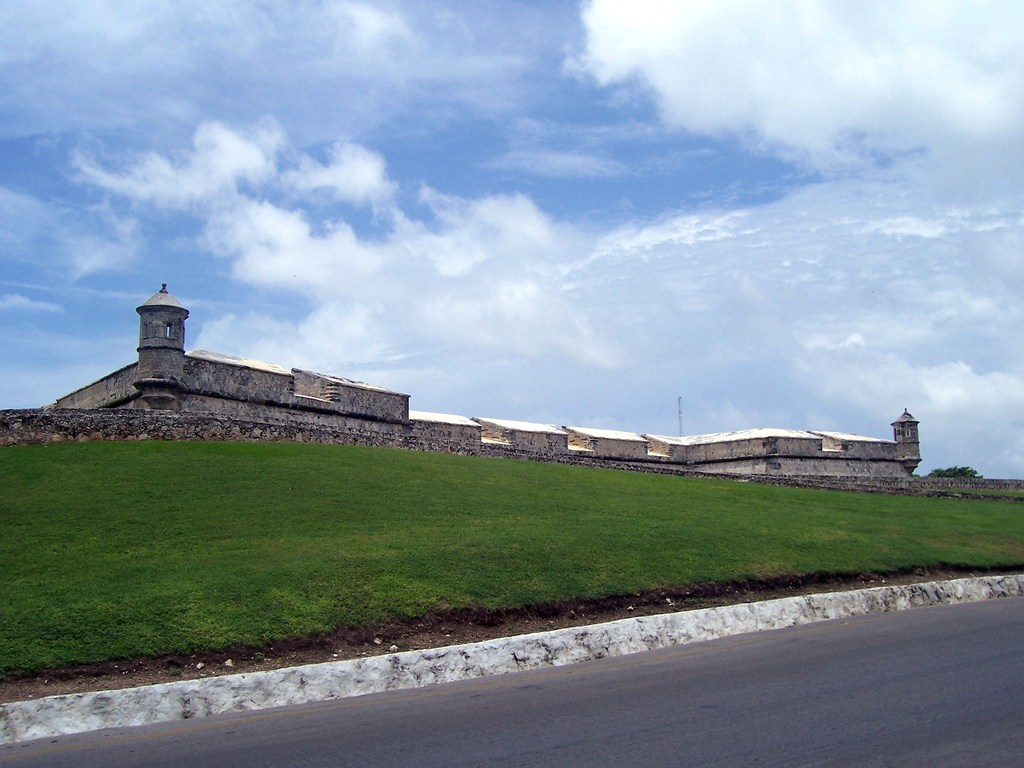
Fuerte de San Miguel, en San Francisco de Campeche.

#### Piratería
La región que conforma al actual estado de Campeche, fue de suma importancia por los árboles de maderas preciosas que se levantaban sobre lomeríos, planicies y pantanos, así como en las orillas de los ríos y lagunas. La historia de la riqueza maderera está relacionada con las incursiones filibusteras, principalmente de ingleses y holandeses. Cuando los filibusteros se hacían de un gran botín, adquirían una pequeña embarcación y un cañón; una correría afortunada producía otras veinte naves; si eran un centenar, se les creía mil. Era difícil escapar de ellos y mucho más seguirlos; sorprendieron y saquearon las ricas ciudades de Chagra, Maracaibo, Veracruz, Panamá, Puerto Rico, San Francisco de Campeche, Santa Catalina y los suburbios de Cartagena.
Bajo estas generalidades, a partir de 1564 —cuando ya habían comenzado los ataques piratas a las naves españolas y a las poblaciones de la costa— se estableció la Capitanía General de Yucatán, y fue el señor Luis de Céspedes y Oviedo el primero en ostentar el título de gobernador y capitán general, quien consideró la necesidad de fortificar la villa de San Francisco de Campeche.
En San Francisco de Campeche, se tuvo conocimiento de lo que le esperaba en materia de conflictos de mar y tierra cuando los piratas la atacaron por primera vez en 1557; en esta fecha, se presentó un grupo de ellos que abordó un barco entrando al puerto. Años más tarde, hacia 1561, hubo piratas de distintas nacionalidades que desembarcaron en San Francisco de Campeche; los habitantes defendieron la plaza y recuperando lo robado lograron ahuyentarlos. 
estos acontecimientos no permitían que la población se desarrollara con tranquilidad y a menos de dos décadas de su fundación, San Francisco de Campeche vivió una colonización difícil de prever, protagonizada por piratas ingleses, quienes llegaban buscando explotar el palo de tinte; ocuparon por primera vez la Isla de Tris —más tarde Isla del Carmen— el 26 de octubre de 1558. La sonda de Campeche, que era por naturaleza la más abrigada y tranquila, fue convertida en la más peligrosa por obra de los piratas. Los más conocidos fueron en su mayoría de origen británico, como por ejemplo William Parker, Henry Morgan, Jacobo Jackson (llamado conde de Santa Catalina) y Mansvelt; también hubo piratas de otras nacionalidades, como Diego el Mulato, oriundo de La Habana; Cornelius Jol Pie de Palo, holandés; Bartolomé, portugués; Rock Brasiliano, holandés; François L'Olonois o Juan David Nau el Olonés, francés; Laurent Graff Lorencillo, flamenco; Lewis Scott; Gramont, francés; Van Horn, holandés; Abraham, holandés; Joseph Cornelius, holandés; Isaac Hamilton; John Bold; Vander Brull; Barbillas. 

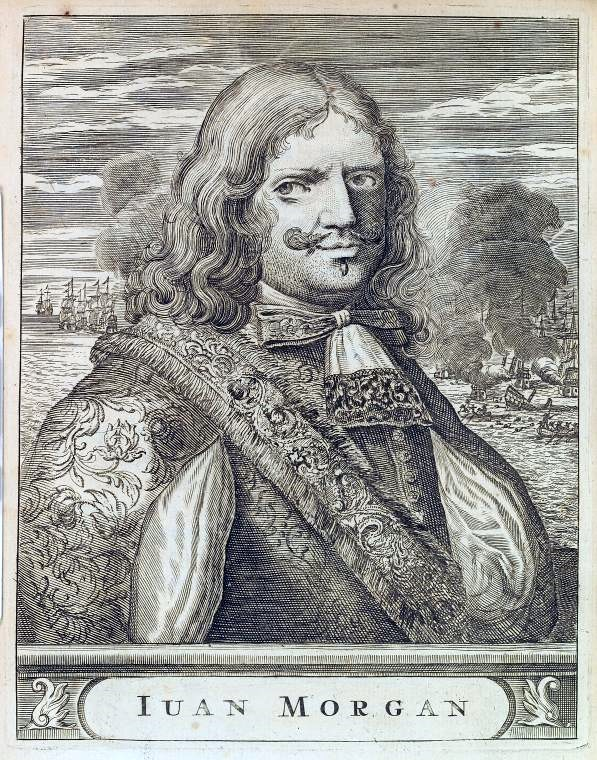
Henry Morgan.

Las bases o refugios para la delincuencia marítima estuvieron en la Jamaica inglesa, para los ingleses, y en Isla Tortuga, en Saint Domingue (Haití) para los franceses. Los navíos utilizados para estas correrías han sido caracterizados con el nombre de carraca o buque mercante entre los portugueses, patache o barco de vela de dos palos, galeón de dos o tres cubiertas, aparejado con tres palos y de popa redondeada; bergantín de tres palos, ligero para la huida, urca o embarcación ancha de una sola cubierta y fragata que podía ser ágil. El armamento conveniente constaba de mosquetes, cuchillos, dagas, cañones, arcabuces, lanzas y rodelas, espadas y ballestas. A bordo de estas naves y con esa clase de armas los filibusteros cruzaron el mar de las Antillas, el canal de Yucatán, la Florida, el mar Caribe, la sonda de Campeche y la laguna de Términos, creando además un estilo especial en su vestido y arremetiendo al amparo de la bandera que izaban, misma que ostentaba una calavera. 
De entre estos grupos se desprendió un barco pirata que en 1559 recorrió la costa de Campeche asaltando los navíos que pasaban por el litoral; en 1561 otro buque de origen francés llegó a San Francisco de Campeche sorprendiendo a las embarcaciones que estaban fondeadas, asaltando y quemando casas de la villa (noche del 17 de agosto). Este acontecimiento tuvo lugar en la época en que Diego Quijada apenas se había instalado en el gobierno peninsular en Mérida; existió un relato del propio don Diego, pero el que la historiografía ha podido recoger es el de Bautista de Avendaño, alcalde mayor de Veracruz, en carta al rey el inmediato 28 de septiembre: a San Francisco de Campeche llegaron 30 franceses salidos de tres navíos que andaban en la costa; robaron y quemaron de noche; los habitantes con temor y alboroto huyeron al monte, donde estuvieron hasta el momento en que se dieron cuenta de que los salteadores se iban con lo robado, que era todo lo que ellos tenían, además de cinco mujeres. No queriendo permitir la huida se embarcaron en pequeños botes hasta 15 vecinos y otros tantos soldados que habían llegado un día antes de la Florida; estos alcanzaron a los piratas matando a 15 de ellos y apresando a otros cinco; los demás llegaron al mar y en el batel que tenían se fueron a sus naves, abandonando todo lo robado; los detenidos dijeron que eran cinco los navíos que andaban al corso y después de la confesión fueron ahorcados.
El hecho fue alarmante y el gobernador Quijada tomó la decisión de ir a Campeche acompañado de una fuerza de auxilio, diciendo: "Hice alarde y reseña de armas y dejé bandera y tambor". Nombró caudillo y otros oficiales de guerra; desfilaron 25 arcabuceros y algunos piqueros y rodeleros, todos diestros en tomar las armas y útiles en tiempo de necesidad. estos fueron los dos primeros ataques conocidos que casi coincidieron con el establecimiento de los piratas en la Isla de Tris; su estancia en este lugar no fue casual, pues la región isleña contaba con numerosos accidentes geográficos y diversas salidas al mar desde la laguna, lo que les concedía un sitio seguro y escondite estupendo.

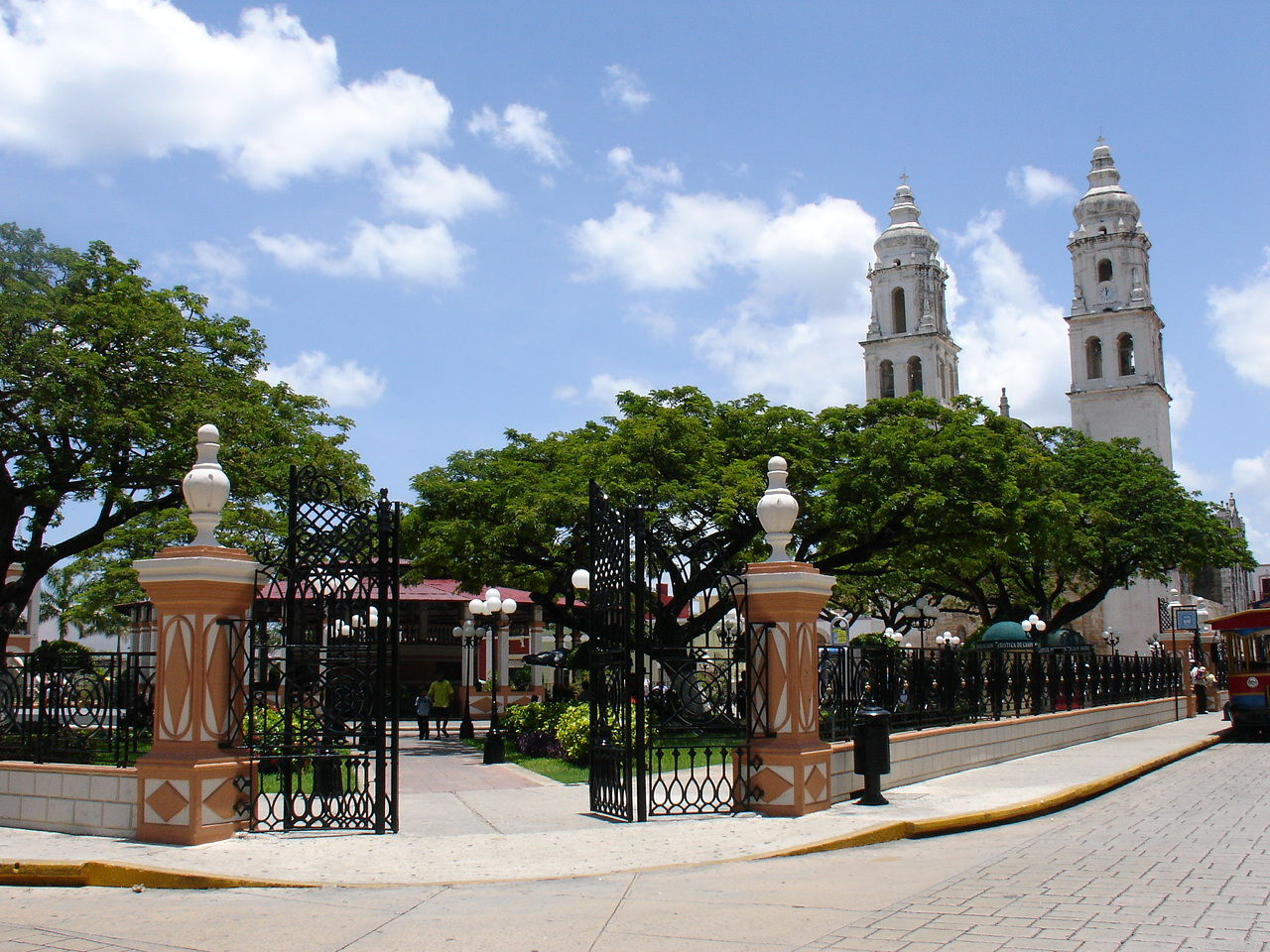
Los piratas amagaron la entonces villa de San Francisco de Campeche.

Para 1573 ya se tenía conocimiento de que los salteadores se encontraban establecidos en la laguna de Términos, y Dampier, quien visitó la región en 1675, afirmó que en aquel entonces había cerca de 250 piratas entre ingleses, irlandeses y escoceses; dice Bolívar que estos hombres de la laguna, como se les llamaba, se asentaron en grupos pequeños no mayores de 10. Construían sus casas con troncos de arbustos y techos de huano; sus lugares preferidos eran las pequeñas lagunas o ensenadas donde estuviesen más cerca de la madera.
En 1568 llegó a San Francisco de Campeche John Hawkins, al frente de los barcos Unión, Jesús de Lubeck, El Ángel, el Swallow y el Judith que llevaba a bordo a quien sería el famoso Halcón de los Mares, Francis Drake y apresó un navío en que llegaban el señor Agustín de Villanueva y dos frailes. estos fueron los prolegómenos de otros días que seguirían preñados de sobresaltos, en los que se comunicaba a las poblaciones la necesidad de educarse en el plantel del valor para salvaguardar la vida y la existencia de las familias.
Los asaltos no tenían distancia, sino más bien proximidad entre unos y otros: antes de finalizar el siglo XVI, el 21 de septiembre de 1597, William Parker desembarcó sigilosamente en San Francisco de Campeche. En complicidad con un vecino de nombre Juan Venturate, asaltó y saqueó a la población, pero esta, al recuperarse de la sorpresa, lo obligó a huir. Venturate, capturado, tuvo como destino el ser descuartizado; por su parte, William Parker llevó a cabo una incursión violenta y audaz, pues primero deslizó frente al puerto su navío de gran porte, un patache y un lanchón, como amenaza que mantuvo por varios días, hasta que, logrando la confianza de los pobladores en el sentido de que era una intimidación, desembarcó obligando a los campechanos a refugiarse en el convento de San Francisco. Ahí se fueron reuniendo hasta que decidieron defenderse, bajo el mando de Pedro de Interián; los campechanos se enfrentaron a los piratas en las callejuelas de la ciudad, trabándose la lucha cuerpo a cuerpo con mosquetes y espadas. Finalmente Parker ordenó a sus hombres que se retiraran rumbo a la playa para alcanzar el navío abordando sus botes; el repliegue se convirtió en huida, dejando el botín y al cómplice en tierra, pero logrando salvarse. Los perseguidores, estimulados por la victoria, organizaron el seguimiento en el mar ayudados por otra embarcación enviada por las autoridades de Mérida; los dos barcos españoles dieron alcance a los piratas, y la fragata al mando de Alonso de Vargas Machuca capturó el patache que, custodiado, fue llevado al puerto de Campeche. Parker no cedió en coraje, siguiendo a distancia a las embarcaciones españolas para recuperar el patache. No consiguió su propósito a pesar de haber vigilado la costa por más de 15 días, porque cuando se acercaba, los disparos de la artillería lo obligaban a tomar distancia; fue así que desistió, abandonando la intención y a algunos piratas aprehendidos.

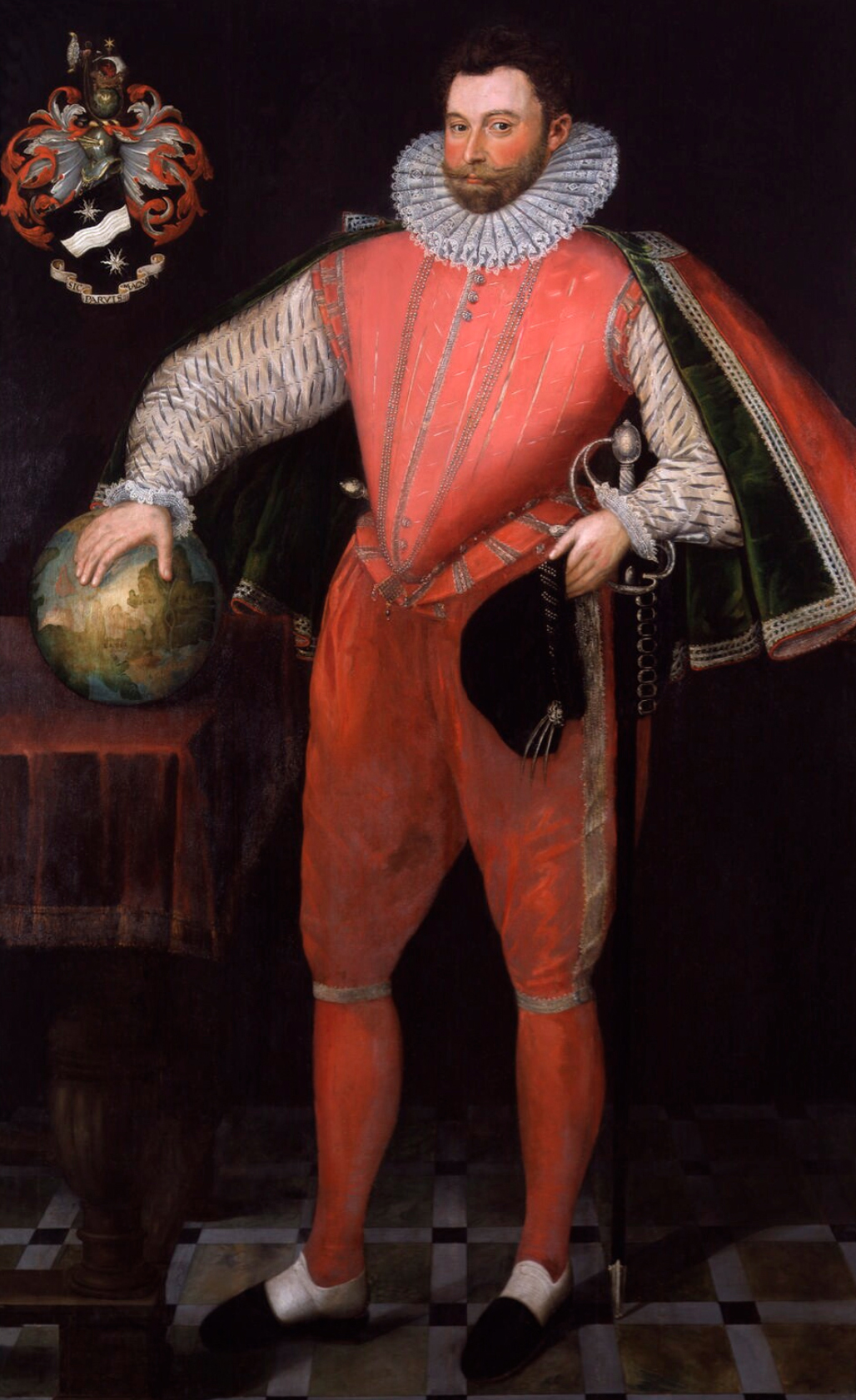
Sir Francis Drake.

En el mes de agosto de 1633 aparecieron navegando frente a San Francisco de Campeche 10 navíos que se creyeron mercantes hasta que izaron la bandera propia de los bucaneros; holandeses, franceses, ingleses y algunos portugueses, eran los tripulantes que obedecían al llamado Pie de Palo y a Diego el Mulato. Desembarcaron por la parte de San Román cerca de 500 hombres que avanzaron sobre el centro de la población; enfrentaron las primeras defensas recibiendo fuego de mosquetes y artillería. En esta batida perdieron la vida 25 hombres, pero durante la réplica cayó herido de muerte el capitán Domingo Galván Romero, quien era padrino de bautizo de Diego el Mulato en Cuba. La lucha se llevó a cabo en calles y plazuelas hasta que los piratas quedaron dueños de la villa y los españoles se retiraron al convento de San Francisco. Los bucaneros saquearon las casas de los principales vecinos, intentaron infructuosamente un rescate de 40.000 pesos y huyeron llevándose algunos prisioneros y robándose de paso las trozas de palo de tinte que flotaban en la playa, esperando ser cargadas por otros navíos. Pie de Palo murió poco tiempo después de este asalto, al naufragar sus barcos frente a las playas de Cuba.
Diego el Mulato fue un personaje que Justo Sierra O'Reilly incorporó a la novelística peninsular al publicar la breve novela El filibustero en el periódico El Museo Yucateco, donde refirió bajo el anagrama de José Turrisa la leyenda del episodio amoroso entre el corsario y una joven campechana, quien terminó los últimos días de su existencia perturbada de sus facultades mentales al descubrir que el personaje de su afecto había asesinado a su padre.
A través de los siglos, los hechos piráticos, además de tener repercusiones políticas, influyeron en la literatura regional; junto a Sierra O'Reilly está el poeta yucateco José Antonio Cisneros, autor de un drama histórico que tituló Diego el Mulato, escrito que le valió popularidad y gloria tratándose el mismo asunto que en El filibustero. El drama de Cisneros conserva la misma fisonomía que la novela de Sierra, excepto al final. Diego el Mulato tiene un lugar especial en los relatos, pues hubo cronistas que designaron a Campeche como su lugar de origen, aunque otros, como Pérez Martínez, citando a Tomás Gage —autor de un libro sobre viajes—, refiere que era habanero, a pesar de haber residido algunos años en la ciudad de las murallas; el autor antes citado refirió:

Este mulato habiendo sido maltratado por el gobernador de Campeche, al servicio del cual estaba, y viéndose desesperado, se arriesgó en un barco y se puso al mar, donde encontró a algunos buques holandeses que esperaban hacer alguna presa. Dios quiso que abordase felizmente estos buques donde él esperaba encontrar más favor que entre sus compatriotas; se entregó a ellos y les prometió servirles fielmente contra los de su nación que lo habían maltratado, y aun azotado en Campeche [...]

En 1635 los piratas persiguieron un navío cuando estaba próximo a desembarcar un nuevo gobernador de la provincia. Jackson saqueó Champotón en 1644 ante la imposibilidad de desplegarse en Campeche; amagó con una poderosa escuadra de 13 navíos bien armados y 1.500 hombres. El entonces gobernador Enrique Dávila Pacheco acudió al puerto, donde organizó las fuerzas para evitar la invasión, uniéndosele tripulantes de los navíos de la flota que había arribado procedente de Cádiz. En Champotón, desierto porque sus pobladores ya sabían de la proximidad de Jackson, los piratas desembarcaron y se aprovisionaron de carne de res, saqueando parroquias, aprehendiendo a algunos indígenas y sorprendiendo a los frailes Antonio Vázquez y Andrés Navarro. Habiendo consumado su misión y navegado a Cuba, tres navíos tropezaron en Cayo Arcas y los otros nueve zozobraron en medio de una tormenta.

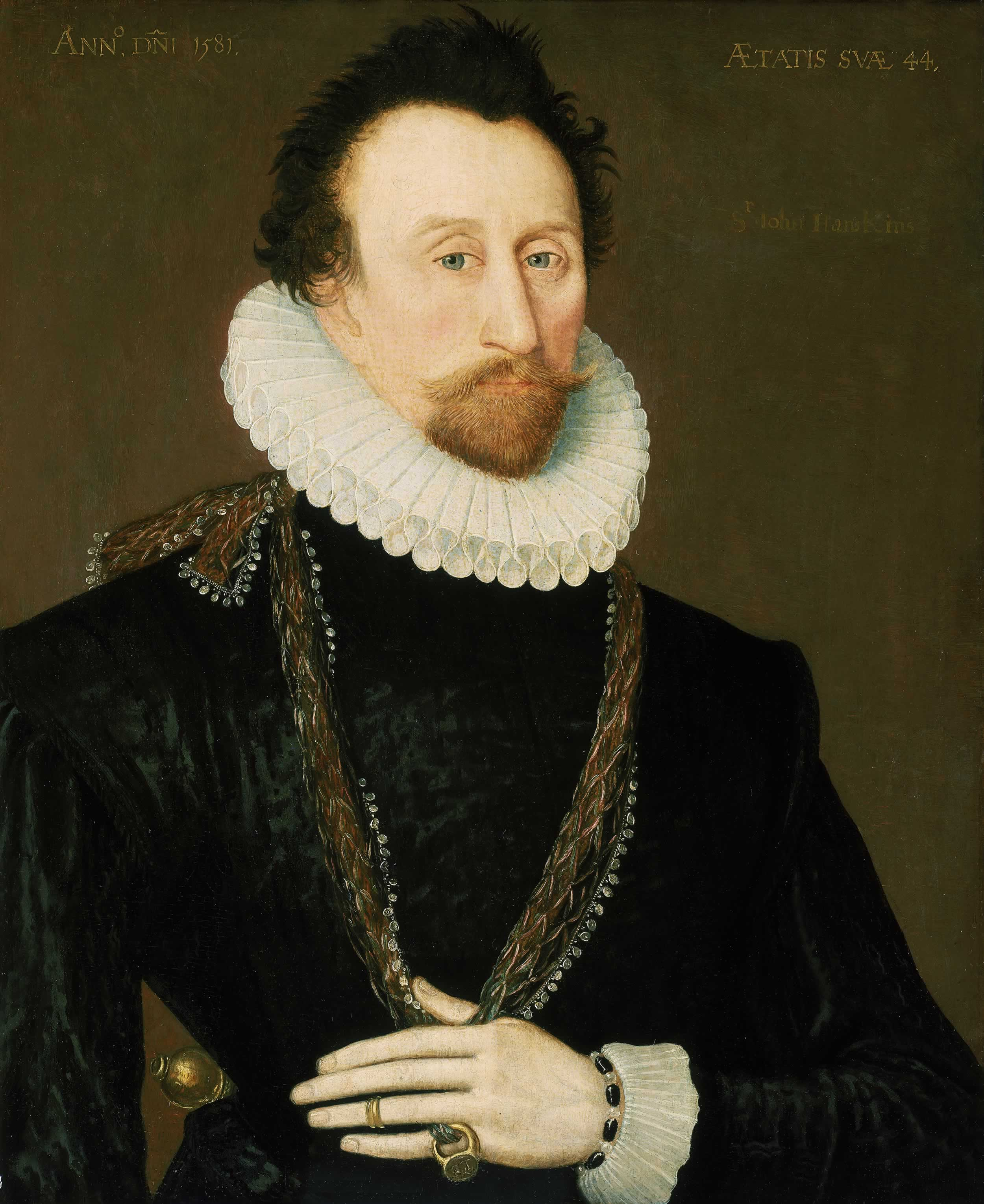
Sir John Hawkins

Juan Canul renovó la tradición de la marinería con un hecho singular cuando, en julio de 1654, preparando sus arreos de pesca se hizo a la mar rumbo al Morro. Encontrándose en esta faena con varios compañeros y sin prestar mayor atención, vio acercarse un navío; cuando este se encontraba ya junto a sus frágiles embarcaciones, Canul y sus compañeros se dieron cuenta de que era un barco pirata. Desde luego que cayeron prisioneros, y habiendo sido subidos a bordo, sintieron real la posibilidad de ser vendidos como esclavos en algún lugar de las Antillas; con valor temiendo un futuro trágico, atacaron a cuchillo a los bucaneros cuando se proveían de alimentos en Dzilam. Habiendo matado al capitán, sujetado a algunos piratas y dejado en tierra a otros, Canul y los suyos regresaron con la nave a Campeche, donde fueron recibidos con alegría. La fragata se incorporó a la patrulla de la costa y a Canul se le concedió el grado de capitán; además, conservó las ropas de un pirata que, se cuenta, usaba en celebraciones especiales.
En 1661 una flotilla dirigida por filibusteros al mando de Henry Morgan robó el cargamento de dos fragatas que acababan de arribar al puerto de Campeche; tardíamente se habían comenzado las obras de defensa y sólo en 1656 se levantaron las primeras fortificaciones en San Román, a la orilla del mar, también llamadas fuerza de San Benito; también se erigieron la del Santo Cristo de San Román, complemento de la anterior, y el baluarte de San Bartolomé. En 1659 piratas ingleses al mando de Christopher Ming sitiaron el puerto, desembarcaron y durante cinco días se dedicaron al saqueo, tomando rehenes y llevándose 14 navíos. El 9 de febrero de 1663, con Mansvelt al frente, otro grupo de piratas saqueó casas y desarticuló las débiles fortificaciones, no sin antes mostrar su carácter impetuoso y cruel, pues se ha dicho que hasta entonces nunca antes se había matado con tanta sangre fría.
Hubo grupos de filibusteros que atacaron hasta dos veces en un mismo año. Tal fue el caso de Bartolomé, quien en 1663 desembarcó próximo a San Francisco de Campeche, y aunque quemó una hacienda, sus hombres se vieron obligados a huir por las fuerzas del capitán Maldonado, quien jefaturaba a 200 infantes españoles y 600 indígenas flecheros. En la acción se apresó al pirata, cuya astucia le permitió escapar, en hazaña de increíble imaginación y entereza. Después de esto, repitió sus ataques. Las poblaciones del Golfo de México y el mar Caribe eran itinerario imprescindible para sus amenazas y saqueos; cuando no sorprendía una población, atacaba otra, efectuaba rápidos desembarcos o en altamar se lanzaba al abordaje y robo de naves españolas. La gravedad de los sucesos y la incapacidad de las instancias burocráticas eran elementos que acentuaban el desorden: en 1671, las cortes españolas informaron al virrey de la Nueva España que el comercio del palo de tinte había aumentado considerablemente en Europa, haciéndole saber, además, que los piratas estacionados en la laguna de Términos vendían más quintales de madera que los que se exportaban por Campeche, motivo adicional para fortalecer la idea de expulsarlos.

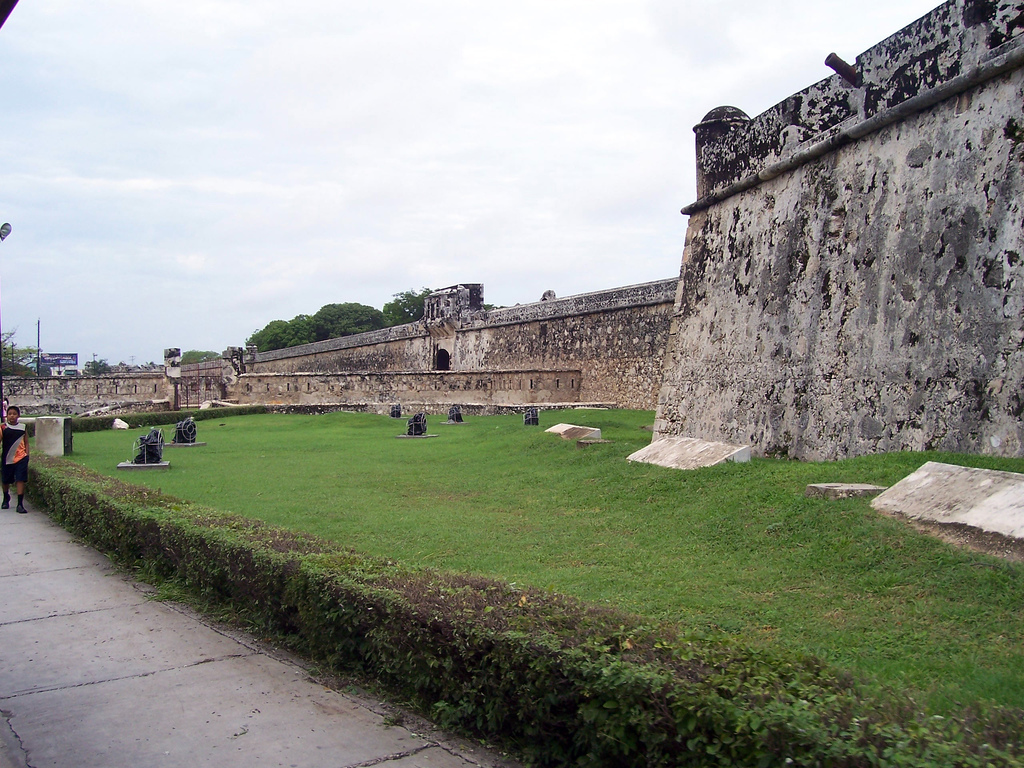
Puerta de Tierra; San Francisco de Campeche.

En 1667 la flotilla que dirigía Lewis Scott desembarcó en San Francisco de Campeche, villa que saqueó por tres días y dejó en ruinas. En 1672 Laurent Graff, también conocido como Lorencillo, bajó por la playa de San Román y el 31 de marzo quemó el astillero y dos fragatas; sin atreverse a penetrar a la plaza, regresó a sus barcos y en el mar detuvo un navío procedente de Veracruz al cual robó un valioso cargamento y 120.000 pesos en barras de plata; después, amagó Tabasco y el 12 de abril robó e incendió el pueblo de Champotón. En 1678 Lewis Scott también saqueó San Francisco de Campeche durante tres días habiendo robado no solamente plata, y otros objetos de valor, sino que en su retirada se apoderó de un barco cargado y destinado para salir pronto hacia Veracruz.
La crónica de este asalto informa que los malhechores no fueron molestados en sus acciones, si bien se les escapó una fragata que estaba en franquicia, así pudo marear sus velas y escapar. El robo fue tremendo, pero lo que más consternó a la provincia fue que el enemigo se llevó cautivas a más de 200 familias, entre ellas un centenar de niños, por todos los cuales pidió considerable rescate.
Lo anterior volvió a plantear con más formalidad la necesaria fortificación de la ciudad. El ingenioso Martín de la Torre fue el autor intelectual de la obra; señaló la importancia del amurallamiento para que San Francisco de Campeche volviera a tener la supremacía en la exportación del palo de tinte, ya que para entonces había sido desplazado por la isla de Términos, desde donde se comerciaba con los ingleses de Jamaica y con los traficantes de Isla Tortuga. 
Martín de la Torre, precursor de la obra, explicaba sus propósitos en el Discurso sobre la planta de la fortificación de que necesita la ciudad de Campeche en la provincia de Yucatán en el año de 1680. La Corona aprobó el estudio pero la muerte se llevó a De la Torre, autor de la célebre frase: "Los lugares sin fortificación son como cuerpos sin alma". Las obras avanzaron lentamente bajo la responsabilidad del ingeniero Jaime Franck, conocedor de la materia como residente de las obras de San Juan de Ulúa.
Todo ello resultó en vano cuando los bucaneros llegaron otra vez a la población en 1685, precisamente el mes de julio, fue dramático: Laurent Graff y Agramont, contando con cerca de un millar de hombres, no solamente atacaron Campeche y permanecieron en ella varios días, sino que también se desplazaron hacia los ranchos Multunchac, Ebulá, Castamay, Chibik, Uayamón, Kobén y los pueblos de Chiná, Santa Rosa, Samulá y Tixbulul (Lerma). El despliegue de más de una decena de navíos y cerca de 1300 hombres fue un acto no sólo vandálico sino una invasión de las más temibles y tan impune que les fue posible robar villas, estancias y poblados del interior, llevándose no únicamente riquezas y las acostumbradas maderas, sino también productos agrícolas con los que llenaron sus bodegas.
Esto hizo necesario proseguir con los trabajos; así, el 3 de enero de 1686, en presencia del gobernador y de otras autoridades, así como de parte de la población, se abrieron las cepas que dieron cabida a los primeros cimientos de la muralla; a fines del siglo el tesorero, Pedro Velázquez, informó al rey que se habían terminado siete baluartes y sus cortinas, faltando solamente uno y 30 varas del lienzo "que no se habían acabado por falta de medios". Pocos años después, informa Sierra O'Reilly, el 26 de febrero de 1690, desembarcaron 30 piezas de artillería, y consta que en la primera década del siglo XVIII, San Francisco de Campeche, con su gran muralla y sus diversos baluartes, era una plaza fuerte, inexpugnable, de más de 100 cañones, sólo emulada en el continente por Cartagena de Indias. 
Fue una larga tarea: las obras de protección se extendieron más allá de la villa, y en el pueblo de Lerma se construyó una torre en 1680 que se destruyó en 1880 y que Calderón Quijano describió como de una simplicidad común y pocas condiciones estéticas, demostrando que no se había realizado de acuerdo con "las más adelantadas directrices de la arquitectura abaluartada"; así mismo, en el curso del siglo XVII se construyó un reducto o fuerte en Champotón, con características similares a las de Lerma. 
Todavía en 1692, otros siete buques piratas amagaron San Francisco de Campeche, pero más tarde se fueron a la isla de Jaina, donde capturaron algunas embarcaciones que transitaban por aquel lugar; el 18 de enero de 1708 Barbillas, procedente de la isla de Tris y al mando de cuatro embarcaciones, desembarcó y quemó el poblado de Lerma; estuvo al acecho frente a San Francisco de Campeche y pudo apresar el bajel en que llegaba Fernando Meneses Bravo a hacerse cargo de la provincia y por cuya familia pidió un rescate que hubo que cubrir.

##### El presidio del Carmen
En 1558, fueron piratas los que llegaron a la Isla del Carmen a refugiarse, para después aprovecharse de los recursos naturales de la Isla de Términos.
Capturada como refugio seguro y convertida en base para diferentes ataques por mar y tierra, la Isla de Tris parecía estar destinada a cumplir las funciones que desempeñaba Jamaica, en poder de los ingleses desde 1655, o la Isla Tortuga, que dominaron los franceses; es decir, puerto de avituallamiento de las naves corsarias.
Los problemas de la Colonia seguían en tierra firme, con una colonización lenta y difícil. Se avanzaba tan despacio que, por ejemplo, el 4 de septiembre de 1663, durante el gobierno provincial de Francisco Esquivel y de la Rosa, llegaron noticias valederas de que Isla de Tris se encontraba en poder de los piratas. Tuvieron que pasar dos lustros para que se hiciera algo al respecto: el 14 de agosto de 1672 se tomó una decisión y salió del puerto de Veracruz una primera expedición hacia la isla con la intención de arrojar al mar a los piratas que se habían posesionado de ella; sin embargo, en octubre de 1673 la expedición regresó con la novedad de no haber podido desalojarlos. Los tropiezos, con el consiguiente desánimo, no caían en el olvido, de tal manera que en el año de 1680 el alcalde de Campeche, Felipe González de la Barrera, puso en operación lo que podemos llamar la segunda expedición, que entonces arrancó del puerto murado y llegó a Laguna, donde incendiaron estancias, casas y madera tintórea; pero la expulsión fue temporal, pues cuando los soldados se concentraron en la plaza de donde habían salido, los piratas regresaron nuevamente a sus acostumbradas faenas. Con todo, el hecho fue considerado tan notable que el rey concedió al alcalde el título nobiliario de conde de la Laguna.
Desde luego que las características de la región no eran nada hospitalarias, y a ello hay que añadir la distancia, que se cubría normalmente por agua, y que exigía meses y meses para ir de un sitio a otro. Además, el poblamiento de la península transcurría lentamente, y tuvieron que pasar poco más de dos décadas para que enviara una tercera expedición para sacar a los piratas de la Laguna. A fines del siglo XVII se encontraban unas 600 personas arranchadas en Términos y Puerto Real, pues desde 1686 un número considerable de piratas regresó a la isla, reiniciando el hostigamiento a pueblos de Tabasco y saqueando el de Usumacinta. Los españoles se hicieron cargo de la iniciativa y el virrey Gálvez apoyó a las provincias de Tabasco y Yucatán, que en 1690 reconquistaron temporalmente el lugar, pero no se establecieron. Asimismo, el virrey envió al ingeniero Jaime Frank para estudiar la posibilidad de fortificar la isla; pero este opinó que no era conveniente, pues al existir varias entradas a la isla, los contrarios podían sorprender a los soldados y fortificarse.
Es el capitán Francisco Fernández quien vence la resistencia pirata alrededor de los años 1703-1704 con un buque guardacostas, seis canoas y 184 hombres bien provistos y armados. Apresó un centenar de forajidos ingleses y destruyó instalaciones y embarcaciones, pero se retiró del lugar por falta de apoyos financieros. En este hecho hay detalles que es conveniente destacar: detuvo 100 ingleses y nueve negros, se apoderó de una urca pequeña cargada de palo de tinte, un patache de construcción británica con 800 quintales de palo de Campeche, un bergantín español, robado antes por los piratas, y otro construido en San Román; también se apoderaron los victoriosos expedicionarios de una balandra, medio centenar de canoas, útiles para diferentes desplazamientos; buena cantidad de jarcia y miles de quintales del palo ya cortado y listo para embarcarse. Hicieron prisioneros nada despreciables, como Isaac Hamilton, judío londinense cuya misión era embarcar el tinte con destino a Nueva Inglaterra; Guillermo Haven, natural de Jamaica, y John Elliot, londinense enlistado en Jamaica en las filas de la piratería. Botín y prisioneros fueron trasladados a San Francisco de Campeche, y los últimos remitidos a la capital de la Nueva España. Tienen que transcurrir otra vez varios años para que en 1707 —cuarta tentativa— el gobernador de Tabasco, Pedro Mier y Terán, enviara fuerzas para sacar a los piratas de la isla. Tienen éxito, pero se repiten las circunstancias: al dejar el lugar, regresan los piratas. Fue la época en la que Barbillas se asentó en la isla y desde ahí capturó barcos y desmanteló bodegas de otros navíos. Es decir, mientras no se estableciera un grupo de habitantes, la región cambiaría de posesión con relativa facilidad.
Se vieron regresar los barcos ingleses en 1710, y en su recorrido hundieron una galeota guardacostas. Se hizo imposible admitir eventualidades en la cuestión de la laguna de Términos, de tal manera que el alcalde mayor de Tabasco, Juan Francisco Medina y Cachón, propuso una estrategia de desalojo en la que participarían barcos de la Armada de Barlovento, con base en Veracruz, y las fuerzas navales de Tabasco y Campeche. Los buques seleccionados en Campeche para la expedición fueron: la fragata Nuestra Señora de la Soledad, propiedad del alcalde Ángel Rodríguez de la Gala; la fragata de Andrés Benito, la balandra de Sebastián García, dos galeotas guardacostas y varias piraguas para el servicio de los buques. Mérida y Campeche aportaron de sus cajas reales la cantidad de 7 945 pesos para la compra de comestibles, pertrechos de guerra y carena de las embarcaciones. Los movimientos preliminares estaban en operación cuando tuvieron que suspenderse: llegó a San Francisco de Campeche el marino Agustín Toledo, procedente de Laguna, advirtiendo que se encontraban en la isla tres fragatas inglesas, una de ellas con 20 cañones, otra de 16 y la última con 10; además, dos bergantines sin artillería estaban preparados para pedir ayuda a Jamaica. Finalmente, la quinta expedición partió de San Francisco Campeche el 7 de diciembre de 1716, al mando del sargento mayor del presidio de Veracruz, Alonso Felipe de Andrade; los piratas fueron nuevamente derrotados, pero esta vez las fuerzas triunfadoras no se retiraron, sino que establecieron en la isla una guarnición. El desalojo, señala Calderón Quijano:
```
     
```

[...] es una página ciertamente gloriosa de la historia española en América. Con notable inferioridad numérica, llevó a cabo un ataque naval contra los ingleses, logrando su apresamiento casi total y obligándolos a abandonar los buques y el contrabando, dentro de unas condiciones extremadamente benévolas.

Después de esa victoria, se inició la rápida construcción de una estacada para la defensa. La planta del presidio o fuerte se construyó con simplicidad; los planos respectivos señalan que la edificación era perfectamente cuadrada y regular, y que tenía baluartes en sus ángulos.
Poco después, y casi acostumbrados a la réplica, más de un centenar de bucaneros quisieron retomar el territorio, pero valerosamente fueron rechazados, con la respuesta contundente de "hombres, balas y pólvora suficiente para defenderse"; además, la construcción del presidio estaba concluida. En el combate falleció el sargento mayor Andrade. Desde entonces nunca más volvieron los bucaneros, quienes estuvieron en posesión de la isla por cerca de 150 años, explotando sus recursos y atacando navíos. Sin duda que los ingleses expulsados son los que pasaron a la vertiente opuesta —Belice— a continuar su oficio de traficantes y contrabandistas, almácigo de estos halcones de los mares. En celebración del día de la victoria, 16 de julio de 1717, se fundó la villa del Carmen, nombre de la festividad religiosa de ese memorable día, consagrado a la Virgen del mismo nombre.
Fue así como Campeche padeció durante 128 años las incursiones de estos malhechores, cuya declinación comenzó en 1713, cuando España e Inglaterra firmaron los Tratados de Madrid y de Utrecht, que confirmaron a Inglaterra los derechos sobre las islas y territorios concedidos en el anterior Tratado de Madrid de 1670.

##### Cronología de ataques piráticos
- 1558: Se establecen algunos piratas en Laguna de Términos.
- 1559-1560: Corsarios luteranos merodeaban Campeche.
- 1568: John Hawkins, Francis Drake y el Esquiné atacan el puerto.
- 1597: William Parker sitia a Campeche, durante 17 días.
- 1632: Amago pirata a Campeche.
- 1633: Diego el Mulato y Pie de Palo atacan Campeche, con 10 navíos.
- 1644: Con 13 navíos y 1.500 hombres, Jacobo Jackson ataca Campeche.
- 1661: El inglés Henry Morgan aparece en costas campechanas.
- 1663: El holandés Mansfelt o Mansvelt amenaza al puerto, anclado en la bahía. En este mismo año, Bartolomé Pertugués y Rock Brasiliano atacan naves que salían de Campeche.
- 1667: Robert Chevalier asalta cargamentos de palo de tinte en Términos.
- 1672: Laurent Graff, más conocido como Lorencillo, apresa un barco campechano que venía de Veracruz, con 120.000 pesos en barras de plata.
- 1678: Juan David Nau, el Olonés, y Lewis Scott incursionan en la Sonda, al mismo tiempo que Cooki.
- 1685: Lorencillo y Grammont atacan los alrededores de Campeche.

### Época de independencia
Durante el siglo XVIII Campeche había solicitado a la Corona Española un Consulado de Comercio propio, pues estaba sometido al Consulado de México. La función del Consulado era representar a los comerciantes de su jurisdicción ante las instancias legales y la Corona. En las primeras solicitudes que se hicieron, en 1799, 1803 y 1809, no existió la participación del sector comercial yucateco, aunque tampoco hubo una oposición por parte de quienes la conformaban y se mantuvieron a la expectativa.
Existió fuerte oposición por el Consulado de México y el Consulado de Veracruz (recién abierto por cédula Real) pues se veían disminuidos sus intereses. Hasta 1791, lo único que los comerciantes campechanos habían logrado para unificarse, había sido la formación de una Diputación de Comercio que, similar a la de Mérida, debía ser siempre sancionada por el Consulado de México.
Sin embargo, esta situación habría de cambiar radicalmente por los sucesos políticos que conmocionaron a la Nueva España, a principios del siglo XIX. España había sido invadida por el ejército francés de Napoleón, quien impuso como rey de la península ibérica, a su hermano José Bonaparte, en sustitución de Fernando VII.
En la Nueva España, el 16 de septiembre de 1810, se inició el movimiento de independencia por el ejército insurgente dirigido por Miguel Hidalgo. Sin embargo, en él participaron diversos sectores de la población defendiendo distintos objetivos e intereses. Un grupo pugnaba por la salida de los franceses de la metrópoli y la vuelta de Fernando VII. La burguesía criolla de la Nueva España aprovecharía la coyuntura para liberarse del dominio español y de las restricciones que la Corona había impuesto al comercio y a las industrias en sus colonias.
Yucatán, que había disfrutado durante toda la Colonia de ciertos privilegios concedidos por España, y en la que los grupos económicos y políticamente poderosos mantenían estrecha relación con la metrópoli, no participó directamente en estos primeros brotes de insurgencia. A pesar de ello, en la Intendencia alcanzaron cierto eco los principios liberales que ya se difundían por toda Europa.

#### Sanjuanistas contra Rutineros
En Mérida, en el templo de San Juan, se había organizado un grupo de carácter religioso, cuyas ideas fueron transformándose hasta pronunciarse en contra de la penosa situación en la que vivían los indígenas de la península. Proclamaban las ideas liberales de la Ilustración. A este grupo se le denominó sanjuanistas, posteriormente conocidos como liberales. Sus enemigos y detractores, que defendían los valores tradicionales de la Colonia fueron conocidos como rutineros o serviles, y más tarde como "conservadores".
En 1812, en Cádiz, se reunieron las Cortes como los verdaderos representantes del gobierno español. En ellas quedaron infiltrados también los principios del liberalismo, de los cuales el de la libertad de comercio había redundado en beneficio de las burguesías comerciales ibéricas.
En Mérida fue publicada esta Constitución, el 27 de febrero de 1813, y se llamaron a elecciones, para la formación de la Primera Diputación yucateca y para la de los ayuntamientos de las principales poblaciones de la región. Participaron sanjuanistas y rutineros, obteniendo los primeros el triunfo en los ayuntamientos y los segundos en la Diputación provincial. Existieron protestas por parte de los liberales pero no hubo respuestas.
Curiosamente, la Diputación Yucateca solicitó ante las Cortes de Cádiz la apertura de un Consulado de Comercio en la península, lo cual fue visto con beneplácito por los campechanos. Sin embargo, en un vuelco inexplicable, los diputados de mayoría yucateca pidieron la sede del Consulado en Mérida. Entre Mérida y Campeche empezaron a publicarse mutuas críticas, con el fin de debilitar los argumentos que cada una presentaba para obtener el control del deseado consulado.
Uno de los diputados de las Cortes, Miguel González Lastiri, sacerdote campechano, propuso conciliatoriamente que los principales cargos del proyecto se repartieran entre una y otra ciudad, lo cual fue aceptado tanto por las autoridades provinciales como españolas, reconciliándose Campeche con Mérida. Sin embargo, las Cortes fallaron en contra del establecimiento del Consulado, negativa que el proyecto recibía por cuarta vez, desde que naciera.
Cuando Fernándo VII volvió al trono en 1814, anuló la Constitución de Cádiz y las leyes y reglamentos que de ella hubiesen emanado. El gobernador de Yucatán Manuel Artazo Torredemer, se apresuró a dar a conocer, el 25 de julio de 1814, los decretos reales que daban por concluido el periodo constitucional de las Cortes, con gran beneplácito para los rutineros. Se encarcelaron a los principales sanjuanistas y se ordenó la quema pública de sus periódicos. Una vez más se iniciaron las gestiones para abrir un Consulado de Comercio, pero también el Rey se negó a la apertura.
Ante ello, en el mismo año de 1814, sin previo reconocimiento de las autoridades españolas, la Intendencia de Yucatán constituyó su propio reglamento de comercio, por el cual abrió sus puertas al comercio extranjero, rompiendo así un monopolio hispano de cerca de 300 años. Se determinó un impuesto aduanal de 12 a 16% para los buques españoles, un 16 al 20% para los extranjeros y solo un 9% para los buques del puerto de La Habana. Esto beneficiaba a los comerciantes yucatecos pues era La Habana con quién más tenían contacto. Por el contrario perjudicaba a los campechanos pues los puertos de San Francisco de Campeche, San Bartolo Lerma y Champotón tenían más comercio con buques españoles y extranjeros.
En 1815, murió Manuel Artazo, gobernador de Yucatán, y en su lugar fue nombrado Miguel de Castro y Araoz, quien había sido teniente de rey, en la plaza de San Francisco de Campeche. Durante su gobierno, se introdujeron a Yucatán los primeros grupos masónicos, que adquirieron un inmenso prestigio y numerosos adeptos. El 1 de enero de 1820, pidiendo la restitución de la Constitución de Cádiz, la cual fue jurada por Fernando VII, así como la instalación de las Cortes.
En Campeche, se realizó un mitin para celebrarlo; en Mérida, el gobernador Castro y Araos, se vio obligado a jurar la Constitución, misma que tendría vigencia solamente durante un tiempo reducido, debido a los acontecimientos nacionales.
El primero de enero de 1821, las Cortes designaron capitán general y jefe Político de Yucatán, a Juan María Echeverri, a quien tocó jugar el papel de último representante del gobierno español. Mientras tanto, se había reorganizado la Sociedad de San Juan. El verdadero impulsor de este movimiento fue Lorenzo de Zavala, junto con Mariano Carrillo y Albornoz. Sin embargo, la sociedad ya no fue la misma que al principio, ahora se encontraban en ella tanto curas, hacendados, comerciantes, intelectuales y antiguos liberales. Con la influencia de los recién ingresados se llegó, incluso, a cambiar el nombre de la agrupación por el de Confederación Patriótica. En esta Confederación recayó el mando del gobierno, la cual nombró como capitán general de la Provincia, al señor Mariano Carrillo y Albornoz; pero, dentro de esta nueva agrupación, se produjeron graves problemas que la llevaron a escindirse en dos grupos, de cuyas desavenencias se aprovecharon los rutineros para hacer prevalecer sus privilegios.

#### El imperio Iturbidista
En agosto de 1821, el virrey español, Juan O'Donojú, firmó con Agustín de Iturbide, los Tratados de Córdoba, por los que se reconocía la soberanía e independencia del territorio, dándole el nombre de Imperio Mexicano y con los cuales habrían de darse por concluida la Guerra de Independencia.
Esa declaración fue aceptada por unanimidad en Yucatán, ya que tanto liberales como conservadores se hallaban totalmente inconformes con el gobierno español. Los primeros, porque vieron en ella la aplicación de medidas radicales para la solución de los problemas sociales internos, y los segundos, porque habían recibido reformas que afectaban particularmente los intereses del clero.
estos últimos fueron los que con más bríos recibieron la Declaración de la Independencia, pues el régimen que se avecinaba, monárquico y católico, les vaticinaba buenos augurios. El acta, que confirmaba la soberanía del país, en Yucatán fue firmada por el gobernador Juan María Echeverri, los miembros de la diputación provincial y de los ayuntamientos, así como por los funcionarios militares y religiosos.
Se había formado en México una Junta Provisional Gubernativa, que designó una regencia formada por Agustín de Iturbide, O'Donojú y otros.
Entre las primeras medidas que adoptó la Regencia estuvo la imposición de un arancel aduanal para todo el imperio, el cual resultó ser muy oneroso y elevado para la Península de Yucatán. esta seguía rigiéndose por su reglamento de comercio, decretado en 1814, según el cual el puerto yucateco de Sisal pagaba sólo el 9% sobre las mercancías obtenidas del puerto de La Habana. Se pretendía que pagara, al igual que los demás, el 25%, además de que se prohibía el comercio con España y sus provincias, lo cual afectó a Mérida pues su principal aliado comercial era La Habana. A Campeche no le perjudicó en lo absoluto pues su nuevo comercio se centraba con Veracruz y el exterior.
Mérida se negó a cumplir estas nuevas leyes, provocando con ello un mayor descontento entre los campechanos. Un hecho, al parecer insignificante, reveló este contrapunteo dirigido a debilitar la economía de la capital yucateca. En Mérida, no se izó la bandera representativa del gobierno mexicano, pretextando que aún no se le conocía, mientras que en Campeche sí se enarboló, como señal de completa adhesión al régimen establecido y como símbolo de rebelión contra la oposición de Mérida, a la que acusó de abrigar a las principales fuerzas conservadoras que se oponían al movimiento de independencia de México.
En 1822, siendo Agustín de Iturbide emperador de México, el Ayuntamiento de Mérida presentó a México una petición para que se decretasen algunas reformas en favor del comercio local, entre ellas una reducción de las tasas impositivas. Poco después, ante la resistencia del Ayuntamiento de Mérida a adoptar todas las medidas decretadas por el nuevo gobierno, Campeche decidió designar a su propio gobernador, cuyo cargo recayó en manos de Juan José de León; por su parte, Mérida designó como tal al Sr. Pedro Bolio y Torrecillas.
estos acontecimientos propiciaron que durante cierto tiempo ambas localidades se gobernaran con independencia. Para acabar estas diferencias, en marzo de 1822, el gobierno mexicano envió a Melchor Álvarez a la península, para que se hiciera cargo del gobierno y restableciera la paz entre las dos ciudades.

#### Disensiones internas durante la incorporación de Yucatán a México
Para principios de 1823, el Plan de Casa Mata, proclamado por el general Antonio López de Santa Anna, derrotó al gobierno de Iturbide y se formó provisionalmente un poder ejecutivo nacional, integrado por Celestino Negrete, Nicolás Bravo y Guadalupe Victoria. Este gobierno declaró la guerra a España, con la consecuente suspensión del tráfico comercial de México con sus colonias.
En la Península de Yucatán se decidió formar una junta gubernativa, concebida para que sirviese de equilibrio en los futuros vaivenes políticos, que se anunciaban, y para que actuase como moderadora en los asuntos políticos internos, mientras se reorganizaba en forma definitiva el gobierno de la nación. Esta junta impuso ciertas condiciones para reconocer al Poder Ejecutivo Nacional; manifestó su deseo de vincularse a la nación siempre y cuando esta fuera una república federal, en la que se permitiese a la provincia dictar sus propias leyes y gobernarse de acuerdo a lo que consideraba más conveniente para su región.
En el fondo, el gobierno de Mérida pretendía obtener su autonomía, y de esa forma rechazar todos los decretos que afectaran su economía. Por lo pronto, no acató la orden de suspensión de comercio con los puertos españoles para interrumpir su tráfico con La Habana, pero reiteró ante las autoridades de México sus peticiones de que se decretasen algunas reformas en favor del comercio local, con una reducción de las tasas impositivas, tal como lo había hecho durante la etapa Iturbidista.
Mientras tanto, Yucatán estableció sus propios aranceles provisionales de aduanas, que de hecho mantenían en vigor las disposiciones del Reglamento de Comercio, emitido en 1814, y el puerto de Sisal seguiría pagando el 9% sobre los productos de comercio de La Habana. Eran estos los elementos que subyacían en las condiciones que el gobierno de Mérida quería imponerle al gobierno provisional de México, como condición para reconocerlo. Campeche, por su parte, se opuso a estas restricciones y se levantó en pro de la adhesión a México, sin estipulación alguna. 
El Ayuntamiento de Campeche reconoció a los poderes de la nación, sin condiciones, y desconoció a la junta Gubernativa de la Provincia; se negó a enviar dos electores para la instalación de esta, y al mismo tiempo protestó contra la inviolabilidad de que se pretendía investir a los miembros de la misma. En el fondo, estas desavenencias implicaban el deseo de cada región yucateca por debilitar la economía de su contrario, con la idea de mantener o de obtener la dirección económica de la península; de hecho, este era el motivo de sus diferencias. Sin embargo, hacia el exterior, se hacía trascender como diferencias políticas, es decir, diferencias ideológicas entre republicanos federalistas y centralistas. Estas posiciones políticas no eran privativas de Yucatán, pues se habían dispersado en casi todo el país. Ambas coincidían en el establecimiento de una República, pero una deseaba que se hiciese bajo el régimen administrativo federal, que implicaba el gobierno autónomo de los estados, y la otra pedía que se siguiese el ejercicio administrativo central, que concentraba en México la representación de todos los poderes.
En Yucatán, como en casi todo el resto de los demás estados, dominaban las simpatías por el régimen federal, pues según su concepto, la unión de Yucatán a México traería al Estado el manejo de todos los ingresos públicos, para luego contribuir a los gastos de la nación, con el contingente correspondiente en proporción a las necesidades de esta y tomando en consideración también la situación del erario estatal.
Los triunfos federalistas, en diversas partes de la República, alentaron a los yucatecos para tomar iniciativas, sin esperar la decisión del Congreso Nacional; esta situación vino a establecer momentáneamente el equilibrio entre Campeche y Mérida, y ambas convocaron a elecciones para la integración del primer Congreso Constituyente local, que se formó con una gran mayoría de federalistas.
El Congreso instalado en agosto de 1823, ratificó el reconocimiento del régimen federal, y emitió un decreto por el cual se volvieron a manifestar los deseos de autonomía de Yucatán. En él se estipulaba que la península tendría derechos para la formación de su régimen interior, y el establecimiento de sus propias leyes políticas, civiles, arancelarias y criminales. Este espíritu de autonomía no fue exclusivo de Yucatán, sino también de otras regiones como Jalisco.
El gobierno provisional de México calificó a estas medidas como inmaduras e irracionales, y censuró que la península, fomentando la anarquía, se hubiese adelantado a las decisiones del Congreso General.
A principio del año 1828, para proteger los productos locales, el gobierno yucateco decretó nuevos impuestos para los productos venidos de otros puertos nacionales, aplicándoselos a aquellos que hasta entonces habían permanecido libres. Al mismo tiempo, impuso que habría de regir, para la deducción de estos derechos, el Reglamento Provisional del 24 de abril de 1823, que no era más que aquel con el que se había hecho extensivo al reglamento de 1814, en cuyas deducciones arancelarias, se estipulaban las tarifas más bajas para el puerto de Sisal.
En 1829, se autorizó al Estado el cobro de un 2% de derechos de consumo sobre los productos extranjeros importados; aparte, un 3% que se había establecido con anterioridad. En ese mismo año, el Estado tuvo que contribuir a la Federación con una fuerte suma, para el sostenimiento de México en su defensa contra la invasión española que, comandada por Isidro Barradas, pretendía recuperar el territorio nacional. Esta cantidad fue otorgada en calidad de préstamo, a nombre del estado, pero no surgió de las exiguas cajas del erario público, sino que fue obtenida entre los comerciantes de la entidad.

#### Pronunciamientos centralistas de Campeche contra los regímenes federales de Yucatán
El 25 de agosto de 1825, José Tiburcio López Constante postulado por La Liga, fue declarado Gobernador constitucional por el Congreso de Yucatán después de ganar las elecciones.
Todas las disposiciones impositivas del régimen federalista del Sr. José Tiburcio López Constante, dieron lugar a que la inconformidad de sus opositores se tradujera en un levantamiento procentralista, en el que las fuerzas armadas jugaron un papel decisivo. San Francisco de Campeche fue el escenario de la rebelión. Era allí donde se concentraban las principales fuerzas locales del ejército; ya que, por disposiciones de México, los más importantes puertos del golfo debían estar debidamente protegidos para el caso de intentos de invasión por parte de España.
En 1829, se llevaron a efecto en Yucatán las elecciones para gobernador. De ellas resultó reelecto Tiburcio López Constante, por lo que por segunda ocasión obtenían el triunfo los miembros de La Liga. Los partidarios de La Camarilla no aceptaron estos resultados y, apoyados por las fuerzas militares, se pronunciaron en San Francisco de Campeche en un levantamiento que exigía el desconocimiento de las autoridades instituidas, incluyendo al Congreso y la constitución local, y la instauración de la República Central como forma de gobierno. Este movimiento fue sostenido por la mayor parte de los militares, sobre todo por los más influyentes, los cuales estaban en contra del sistema federal; incluso, muchos de ellos recibían la influencia de los núcleos centralistas más poderosos, que en México, se preparaban para la instauración de un régimen central en la República.
El 5 de noviembre de 1829, se proclamó oficialmente, en Campeche, la República Central, y se formuló un plan por el que se esperaba que el resto de la nación apoyara dicho régimen. Mientras tanto, en México, el presidente Anastasio Bustamante fue sustituido por Manuel Gómez Pedraza. En respuesta a la destitución del presidente Bustamante, el yucateco Jerónimo López de Llergo se levantó en Mérida, reconociendo al presidente depuesto y desconoció a Carvajal como gobernador de la península. Después de este movimiento, en el que participaron los coroneles Francisco de Paula Toro y Sebastián López de Llergo, se restituyó como gobernador a Tiburcio López Constante, cuyo periodo constitucional había sido interrumpido por el golpe militar anterior.
La población del estado había aceptado a los federalistas con la misma pasividad con la que se había aceptado a los centralistas. En 1825, se dio de nuevo vigencia a la Constitución Local de 1825, y se convocó a elecciones para el nombramiento de gobernador, de las cuales resultó elegido el Sr. Juan de Dios Cosgaya.
A principios de 1833, fue nombrado presidente de la República el general Antonio López de Santa Anna. Con él, los federalistas perdían poder, pues por disposiciones del nuevo presidente, se habían disuelto las Cámaras Legislativas, las cuales habían sido sustituidas por otras con el objetivo de desestabilizar al régimen federal. La influencia de Santa Anna en Yucatán se hizo manifiesta a través de Francisco de Paula y Toro, quien ocupaba el cargo de comandante militar de este estado.
Toro comenzó a hostigar al gobernador Cosgaya. Ante sus actitudes provocativas, el Congreso del Estado lo destituyó del puesto militar que ocupaba. Como respuesta, Francisco de Paula y Toro se levantó en armas, en Campeche, contra el gobierno; proclamó el centralismo y la reposición del Congreso disuelto en 1823, que era el que había representado al régimen de Carvajal, contra el que anteriormente él mismo había luchado.
Una vez instalado el general Toro en el poder, desconoció todas las disposiciones del gobierno anterior, y convocó a elecciones para los poderes locales, en las que no participaron más que los partidarios. El 15 de diciembre de 1835, el Congreso Nacional dictó las bases constitucionalistas para la conversión de la República en centralista, tal como se había visto que sucediera desde tiempo atrás. En Yucatán, en donde ya existía la influencia centralista, se llevaron a cabo los cambios pertinentes, acordes con la nueva Constitución, quedando el Estado convertido en departamento, y su Congreso, en Junta Departamental. A partir de este año, y hasta 1839, se mantuvo en la península el régimen centralista, que puso en práctica una serie de medidas que agudizaron la inconformidad general.
En este caso, uno de los aspectos que más afectó a la población, fue el de la guerra que sostenía México contra Texas, para cuyo sostenimiento, se había exigido a los departamentos de la República su contribución en dinero y hombres. Además, el Supremo Poder Conservador suprimió el privilegio que Yucatán gozaba de pagar sólo las tres quintas partes de los derechos aduanales, ordenándosele el pago íntegro de las contribuciones arancelarlas. No sólo se le nulificó esta concesión, sino que, de acuerdo al Nuevo Arancel General de Aduanas, se le recargaron también los derechos de importación de un gran número de artículos, provocando con esto, el incremento del contrabando y agudizando el resquemor contra el centralismo. Igualmente, se estableció un arancel que afectaba no sólo a productos extranjeros y nacionales, sino también locales, y se derogó la ley protectora de las industrias marítimas para todo el país. 
Estas medidas, que afectaban a todos por igual, impulsarían la unión que años más tarde habría de darse entre yucatecos y campechanos, para declararse independientes de la nación. Pero antes, el 2 de mayo de 1839, estalló un movimiento federalista en Tizimín, comandado por Santiago Imán, en contra del gobierno centralista. La rebelión avanzó sobre Valladolid, Espita, Izamal y, finalmente, Mérida, ciudades en donde habían hallado prosélitos de todas las clases sociales, incluso, entre los militares. 
Por otro lado, Santiago Imán invitó a los indígenas a adherirse a su causa, dotándolos de armas, por primera vez en la historia, y, prometiéndoles a cambio, que al triunfo del movimiento, se les dotaría de tierras y se les liberaría de los pagos y obvenciones a los que estaban sujetos. Básicamente, con el apoyo de estos indígenas armados, fue como Imán logró obtener el dominio sobre las fuerzas centralistas. Entrando triunfante a la ciudad de Mérida, en febrero de 1840, proclamó la vuelta de Yucatán al régimen federal.
La gubernatura fue reasumida por Juan de Dios Cosgaya, quien había sido destituido por el movimiento centralista de Francisco de Paula y Toro. Se restableció la Constitución local de 1825, al mismo tiempo que se derogaban todas las ordenanzas y disposiciones del régimen anterior. La principal misión de Cosgaya fue dominar la última resistencia centralista en Campeche, y presidir las elecciones constitucionales, de las que salieron electos Santiago Méndez Ibarra, como gobernador, y Miguel Barbachano, como vicegobernador.

#### Movimientos separatistas de Yucatán
Tras el triunfo del movimiento armado iniciado en Tizimín, por Santiago Imán, los federalistas yucatecos tomaron el poder en un momento en que la nación se encontraba bajo el régimen centralista. Por ello, Yucatán proclamó su separación provisional del país, en tanto no se impusiera, para toda la República, el régimen federal.
Ante esta decisión, el presidente de México, Anastasio Bustamante, declaró facciosos a los gobernantes yucatecos, y piratas sus embarcaciones, ordenando cerrar al comercio nacional los puertos de San Francisco de Campeche y Sisal. Sin embargo, los perjuicios al comercio de Yucatán fueron mínimos, ya que ante la insuficiencia de buques nacionales para hacer efectivo el bloqueo, los barcos extranjeros continuaron importando y exportando mercancías, llegando incluso a traer cargamentos de puertos nacionales.
En 1847, el Congreso Constituyente de Yucatán se reunió para reformar la Constitución particular del estado, la cual fue promulgada el 31 de marzo de ese mismo año. En esta, quedaron impresos principios sumamente renovadores para la región, tales como la libertad de imprenta y expresión; la libertad de creencias; la abolición de fueros; la separación de la Iglesia y el Estado; y la implantación del juicio de amparo, el cual, por primera vez en México, quedaba reconocido constitucionalmente.
Sin embargo, a partir de este mismo año, empezó a nacer la división dentro del partido federalista: Santiago Méndez, el gobernador, encontraba mayor apoyo en el distrito de Campeche, por lo que comenzó a erigirse en defensor de sus intereses. Miguel Barbachano, el vicegobernador, era apoyado fundamentalmente por el distrito meridano, cuyos intereses comenzó a representar. Con esa situación, renacía la constante rivalidad de las dos principales ciudades del Estado, de la que había dado ya innumerables pruebas.
De hecho, ya existían constancias de que Méndez favorecía a los intereses campechanos. Cuando el gobierno central desconoció al gobierno de Yucatán, este, por su cuenta, emitió sus propias ordenanzas aduanales y marítimas, en las cuales se estipuló que los efectos que ya hubiesen pagado derechos de importación en otros puertos, pagarían aquí sólo el 8%, a excepción de ciertos productos que serían libres, como el palo de tinte, principal elemento de exportación de Campeche; mientras otros que competían con los locales, debían pagar el 16%.
Por otro lado, pese a que el gobierno nacional les había clausurado sus puertos, el comercio local no se vio afectado. El gobierno yucateco no tomó represalias contra los productos traídos de los puertos nacionales, ya que ello hubiera perjudicado más al puerto campechano que al yucateco, por mantener el primero, una relación mercantil más intensa con aquellos puertos.
En cambio, los de Mérida, se habían sentido indignados por los calificativos y medidas que se habían adoptado en México contra la península. De ahí que, a principios de marzo de 1841, un grupo encabezado por Barbachano, exigiera al Congreso que declarara la absoluta independencia de Yucatán. Este proyecto no convenía al distrito de Campeche, ya que se mantenía del comercio de la sal con los puertos de Veracruz, Tampico y Matamoros, mientras que Mérida, al seguir sosteniéndose del intercambio con Cuba y lejos de verse afectada con la independencia, esta favorecía sus intereses. 
El gobernador Méndez se opuso a este plan, argumentado que le parecía peligroso y, además, esperaba que la nación retornara próximamente al federalismo, logrando que el dictamen, al pasar al Senado local, este dejara el asunto en suspenso.
Ambos grupos se atacaban entre sí por medio de la prensa. Los seguidores de Méndez, defendían su punto de vista a través de publicaciones como El Espíritu del Siglo, que publicaba en Campeche su yerno don Justo Sierra O'Reilly y Pantaleón Barrera; por su parte, los barbachanistas hacían prevalecer su opinión en diarios como El Independiente y El Yucateco Libre, dirigidos por Manuel Barbachano.
En agosto de 1841, fue destituido el presidente Bustamante por la rebelión de Mariano Paredes Arrillaga, en Guadalajara. Esta rebelión, fue secundada en Veracruz por Antonio López de Santa Anna, quien tomó, provisionalmente, el poder en octubre del mismo año. Posteriormente, envió a Andrés Quintana Roo a Yucatán para tratar la reincorporación de este estado a la nación. 
Quintana Roo entró en negociaciones con los representantes de Yucatán; el resultado fue, la firma de los tratados de 1841. En ellos se aceptaba la reintegración de la península al gobierno mexicano, pero con las siguientes condiciones impuestas por parte de Yucatán: conservaría sus leyes particulares y su arancel de aduanas; desarrollaría un comercio libre; cesarían en su interior las levas y sorteos para el ejército y la marina; y se reduciría el contingente del Estado para el ejército.
estos convenios fueron aprobados por el Congreso del Estado, pero no fueron aceptados por Santa Anna, debido a que veía en ellos, prerrogativas que contrariaban su régimen y le declaró la guerra a Yucatán, señalándola como enemiga de la nación, si no rompía sus relaciones con Texas. El gobierno yucateco contestó que estaba en su derecho de exigir respeto a la independencia de su régimen interior; además, de acuerdo a sus particulares necesidades, el comercio con otras regiones, como por ejemplo Texas, era sumamente necesario para la subsistencia de su población. Santa Anna, decidió entonces intervenir por medio de las armas, y en julio de 1842, se inició la guerra.
El peligro que significaba el ataque de las tropas mexicanas, hizo que mendecistas y barbachanistas olvidaran por el momento sus diferencias y se unieran para la defensa del territorio. Asimismo, por segunda ocasión, se armó a los indígenas, siendo el propio gobernador, quien les ofreció a cambio la eliminación de los impuestos civiles y religiosos que pagaban; fueron llamados por todos los grupos federalistas "Leales hijos y defensores de la patria; a quienes ella sabrían recompensar". Años después, estas consideraciones habrían de transformarse radicalmente.
Sustentados básicamente en estas fuerzas indígenas, los federalistas yucatecos, comandados por el general Sebastián López de Llergo, lograron vencer a los ejércitos mexicanos en abril de 1843.
Santa Anna, no tuvo otra opción que negociar con los triunfadores regionales la forma de cómo el estado se reincorporaría a la nación. esta se llevó a cabo mediante la firma de Tratados de Tixpehuel, donde Yucatán, mantendría absoluta autonomía de su régimen interior, así como el aprovechamiento de sus aduanas y en el arreglo de su hacienda pública. En esa ocasión, al reincorporarse Yucatán, el gobierno mexicano tuvo que reconocer el régimen centralista, pues era esta la forma de gobierno que regía en la república; lo que motivó que se llevasen a cabo los cambios administrativos correspondientes. Así, aunque la península tuvo que sacrificar su posición política federalista, logró rescatar su situación interior y hacer valer su independencia, en cuanto a su organización administrativa local. Yucatán quedó convertido en Departamento, y se celebraron elecciones para la formación de la Asamblea Departamento, que sustituía al Congreso del Estado.
En febrero de 1844, Santa Anna traicionó los acuerdos anteriores al decretar una ley que impedía la introducción de 130 productos yucatecos libres de derechos a puertos mexicanos, catalogándolos como efectos transbordados de puertos extranjeros que competían con los nacionales. De este hecho, considerado como una traición a los Tratados de 1843, resurgió nuevamente la oposición de los federalistas yucatecos contra el gobierno central. Los representantes del gobierno yucateco, solicitaron a México la abrogación de esta orden, pero no obtuvieron respuesta satisfactoria a sus demandas. 
En noviembre de 1844, fue derrocado Santa Anna, y quedó en su lugar el Sr. José Joaquín de Herrera, quien al poco tiempo, fue sustituido por el Gral. Paredes Arrillaga. Ante los cambios del poder ejecutivo nacional, los yucatecos siguieron gestionando la disolución de la ley impuesta por Santa Anna, pero no lograron obtener la respuesta deseada. Por el contrario, al ser parte de la República Mexicana, su situación se vio agravada por la contribución que se le impuso de víveres, hombres y dinero, para el sostenimiento de la guerra con los Estados Unidos.
De nueva cuenta, las disensiones entre barbachanistas y mendistas resurgieron nuevamente. Los ataques entre ellos, se recrudecieron a través de la prensa. Finalmente, debido al caos y la anarquía de la República, así como a la falta de cumplimiento a los Tratados de 1843, el partido de Barbachano se decidió pronunciar en Mérida, el primero de enero de 1846, ocasionando, por segunda vez, la separación de Yucatán de la nación. El gobernador de ese momento, José Tiburcio López Constante, se negó a secundar el movimiento y en su lugar se nombró provisionalmente a Miguel Barbachano.
Esta posición en realidad, significó el dominio violento de la situación por parte de los barbachanistas, que se anticiparon a lo que pudieran haber hecho los partidarios de Méndez, los cuales echaron en cara a sus contrarios la precipitación de sus acciones.
Por su parte, el presidente Paredes Arrillaga, conminó a Yucatán a que se reincorporara a la nación, para la defensa del país contra la invasión estadounidense, que en el norte de la República ya era un hecho. El gobernador Barbachano, puso como condición que se derogase la ley de afectación a su comercio y se reconociesen los tratados de 1843. Como no se llegó a ningún arreglo, el gobierno yucateco decretó el 2 de julio de ese año que, a partir de ese momento, quedaba ratificado la separación de la península, en tanto no se diesen las convenientes garantías a la seguridad de los tratados mencionados y se derogase la ley que afectaba su comercio.
Un nuevo pronunciamiento estalló en Guadalajara, donde se exigió el restablecimiento del federalismo en todo el país, y el retorno de Santa Anna a la presidencia. Con esta resolución, Paredes Arrillaga cayó del poder ejecutivo, y con él, el centralismo. Por segunda ocasión, se erigió el sistema federal como forma de gobierno.
El 24 de diciembre de 1846, el Congreso Nacional restableció la Constitución Federal de 1824, y nombró presidente al Gral. Santa Anna, quien, hallándose en Cuba, se dio prisa para volver a la capital mexicana.
Con el fin de reconquistar las simpatías de Yucatán, y a cambio de que se reconociera su gobierno, Santa Anna ofreció a Miguel Barbachano, la inviolabilidad de los tratados de 1843. El gobernador se inclinó a favor de esta propuesta y, en acta expedida el 27 de agosto, y contrariando los decretos del 2 de julio anterior, se declaró que Yucatán continuaría en su oposición de gobernarse por sí misma, mediante la inviolabilidad de los tratados de 1843. Para alcanzar estos objetivos, se reconoció como jefe y caudillo "de la heroica empresa de regeneración de la República, al general Don Antonio López de Santa Anna, quién en diversas épocas, había dado pruebas inequívocas de un riguroso patriotismo, que abrigaba y se hallaba penetrado de vivos sentimientos a favor de Yucatán, para llevar a cabo el reconocimiento solemne de los tratados del 14 de diciembre de 1843".
Este pacto le hacía olvidar al gobernador yucateco, todas las acciones que Santa Anna había emprendido contra Yucatán: oponiéndose al bienestar de la península, como fue su actuación veleidosa como gobernador de esta entidad en 1824; el desconocimiento de los tratados celebrados con Andrés Quintana Roo, en 1841; la invasión armada al territorio del estado, en 1842; la violación a los tratados de 1843; y el decreto de 1844, que afectaba al comercio local.

#### Guerra civil yucateca
La acción de Barbachano de reconocer y hasta de elogiar al general Santa Anna, fue recibida con gran indignación por parte de los mendecistas, quienes aprovecharon la situación para pronunciarse en contra del gobierno. De hecho, desde el segundo pronunciamiento de Barbachano y sus seguidores, que declaraba la separación de Yucatán del resto del país, se consideró que los mendecistas habían perdido fuerzas, por lo que en esta oportunidad, se prepararon para recuperar el terreno perdido.
El gobierno de Yucatán se reincorporó legalmente a la nación mexicana, el 2 de noviembre de 1846, sobre bases federalistas y de respetar los tratados de 1843. Después de esta unión, Yucatán quedó obligado a prestar ayuda a México en su guerra con Estados Unidos. Los mendecistas se levantaron en contra y, en Campeche, estalló una revolución, el 8 de diciembre de 1846. Sus planteamientos políticos fueron: aplazar la reincorporación de Yucatán al país; declarar la neutralidad del estado en la guerra con Estados Unidos; y desconocer al gobernador Barbachano, en caso de que no aprobase estas condiciones.
Los mendecistas no aceptaron incorporarse a México, debido al gran caos político existente y porque esta situación sería muy desfavorable con una guerra encima. estos pensaban a Yucatán, sobre todo en lo referente a su marina mercante, en caso de que llegase a participar en ella. Miguel Barbachano reprobó esta actitud, calificándola de traidora a la patria. Pero en realidad, ambos grupos seguían pugnando internamente por alcanzar cada uno el control del estado.
La revolución promovida en Campeche significó una verdadera guerra civil; fue secundada por varios pueblos de la región y, por tercera ocasión, siempre debido a causas distintas y contradictorias entre sí, fueron invitados los indígenas a participar en estas luchas. Ambos partidos les proporcionaron armas para atraérselos cada uno a su causa. Como en las dos ocasiones pasadas, se les volvieron a hacer promesas de restitución de tierras y de liberación de sus obvenciones y de otras cargas, pero esta sería la última vez que los indígenas lucharían por causas ajenas; los gérmenes de su propia revolución empezaron a nacer desde su participación en todas estas contiendas.
Los enfrentamientos armados de esta lucha llegaron hasta el sur y el oriente de la península, abarcando los pueblos de Ticul, Tekax, Peto, Yaxcabá, Tíhosuco y Valladolid; en esta última ciudad se cometieron excesos de saqueos y asesinatos contra la población civil, destacando el odio de los indígenas contra sus tradicionales opresores blancos. Las fuerzas militares campechanas estuvieron dirigidas por el general en jefe José Cadenas y por Agustín León, Laureano Baqueiro, Vito Pacheco, Antonio Trujeque y Juan Vázquez, entre otros; los ejércitos yucatecos estuvieron bajo el mando de Martín F Peraza, José Antonio Duarte, Vicente Revilla, Manuel J. Cantón, Alonso Aznar, Eulogio Rosado y Claudio Venegas, entre otros.
Para enero de 1847, la milicia campechana demostraba ya su superioridad sobre la yucateca, y Barbachano no tardó en comprender que su causa estaba perdida. Decidió dejar el gobierno, fijándose los términos de la capitulación en la hacienda de Tecoh.
El 22 de enero, las fuerzas rebeldes campechanas entraron a Mérida y nombraron gobernador provisional del estado al Sr. Domingo Barret, quien trasladó el gobierno a San Francisco de Campeche, debido a la inconformidad que se manifestó en la capital. En el puerto se sofocaron algunos intentos de levantamientos, dirigidos por los barbachanistas, encaminados a recuperar el poder; y, al mismo tiempo, tuvo que destacar algunas fuerzas militares para aplacar los excesos y desórdenes que, por su propia cuenta, los indígenas estaban cometiendo contra la población de Valladolid, acaudillados por Bonifacio Novelo. 
El movimiento rebelde dispuso a Miguel Barbachano de un cargo y nombró a Domingo Barret, gobernador provisional. Este declaró la neutralidad del estado, ante la guerra con los Estados Unidos. El 24 del mismo mes, convocó a una Asamblea Extraordinaria, en el pueblo de Ticul, con el fin de dar las bases para la reorganización de la hacienda pública y de las fuerzas armadas; para arreglar las rentas eclesiásticas y resolver sobre el tiempo en el que debían hacerse las, elecciones de los poderes públicos, bajo la Constitución local de 1841. Una vez clausurada la Asamblea, el Sr. Barret trasladó el gobierno nuevamente a la ciudad de Mérida.
Como era de esperarse, en las elecciones que se realizaron resultó gobernador el Sr. Santiago Méndez. Pero para entonces, el gobierno ya abrigaba temores de una insurrección por parte de los campesinos maya sudorientales.

#### La guerra contra los mayas en Campeche
En julio de 1847, las autoridades yucatecas descubrieron que estaba a punto de estallar una insurrección de los indígenas del oriente. Manuel Antonio Ay fue aprehendido y condenado a muerte, e inmediatamente el comandante militar de Valladolid, Eulogio Rosado, ordenó la detención de Cecilio Chi y de Jacinto Pat, acusándolos de ser cómplices de la conspiración contra el gobierno. Pero Pat y Chi lograron escapar, razón por la cual las tropas oficiales fusilaron a cuatro indígenas en Tepich. Chi volvió y cobró venganza, pero más tarde las fuerzas del gobierno saquearon e incendiaron la población.
La rebelión se fue propagando por las comunidades del oriente del estado, sin que los medios políticos y militares empleados por el gobierno pudieran detenerla. Desgastado por la lucha contra los sublevados barbachanistas y las tropas indígenas, y suponiendo una posible vinculación entre aquellas dos fuerzas, Méndez dejó el cargo, en marzo de 1848, no sin antes ofrecer a España, Inglaterra y Estados Unidos la sublevación del estado, a cambio de ayuda para combatir a los indígenas.
Como resultado de esta estrategia política, se firmaron los Tratados de Tzucacab, entre Jacinto Pat y una comisión del gobierno, en los cuales se reconocía a Pat como jefe de todos los mayas y Barbachano como gobernador vitalicio de Yucatán. Sin embargo, estos acuerdos no tuvieron efecto, por ser desconocidos tanto en Mérida como por Cecilio Chi, quien continuó su ofensiva sobre la región de Valladolid.
Los rebeldes, después de haber arrasado el oriente y el sur de la península, se dirigieron hacia Mérida, que cercaron en los primeros meses de 1848. La ciudad fue evacuada por órdenes de Barbachano; luego marcharon hacia el distrito de Campeche, específicamente al partido de Los Chenes, y en abril de ese mismo año atacaron el pueblo de Iturbide y luego el rancho Suctuk; más tarde, Hopelchén y Bolonchén ticul. Ante esto, el comandante militar de la plaza de Campeche, José Cadenas, comenzó a reclutar hombres para defender las poblaciones del distrito, y organizó una fuerza bajo el mando de Pantaleón Barrera.
Barrera tomó por asalto Hopelchén, donde el jefe rebelde, Juan de Dios May, había establecido su cuartel; a continuación ocupó Bolonchenticul. Entonces, los indígenas desalojados de estas poblaciones se dirigieron hacia San Francisco de Campeche. Cuando se tuvieron noticias de este movimiento, las autoridades campechanas prepararon las fuerzas para defender la ciudad. El comandante Cadenas ordenó que saliera una columna a cargo del coronel José Dolores Baledón, para hacerle frente al enemigo. El destacamento de Baledón se situó en Hampolol, pueblo que fue atacado el 18 de junio por los mayas, que ante la resistencia de los soldados campechanos, tuvieron que emprender la retirada y refugiarse en los montes.
Dos meses después, el coronel Agustín León volvió a ocupar Hopelchén y Bolonchenticul, después de haber rechazado a los sublevados que peleaban en el partido de los Chenes. Seguidamente, y con el fin de hacer más eficaces las acciones militares, las secciones surgidas por Barrera y por León se unieron, quedando bajo el mando del segundo. Esta fuerza se dedicó a recorrer la región, sosteniendo enfrentamientos contra los rebeldes. Se logró recobrar las poblaciones de Xcupil, Xconchén y Dzibalchén, que habían caído en manos de los sublevados.
Sin embargo, debido a la necesidad de reforzar a las tropas que combatían en otras poblaciones, las fuerzas de León se dividieron nuevamente, tomando ambas el camino a Hecelchakán. Pero en Tinún, las tropas al mando de Pantaleón Barrera se insubordinaron y se desintegraron, pasando a formar parte de la sexta división, que tenían su cuartel general en Hecelchakán y se habían mantenido al margen del movimiento. Al acantonarse en este poblado el grueso de las fuerzas campechanas, la región de Los Chenes quedó mínimamente vigilada, lo que aprovecharon los mayas para atacar poblaciones, haciendas, y los ranchos de dicha área.
Para recuperar la zona, la comandancia militar de Campeche y el gobierno del estado organizaron entonces tres secciones: una en Hopelchén, al mando del coronel Cirilo Baqueiro; otra en Bolonchenticul, dirigida por el coronel Cristóbal Trujillo; y la última en la hacienda Yaxché, a cargo del coronel Eduardo Vadillo. Por otro lado, el coronel León, con la sexta división, mantenía su cuartel general en Hecelchakán.
La posición de Campeche con respecto a los sublevados era difícil, ya que al encontrarse estos en la frontera del distrito de Mérida, los avances o retrocesos de los mayas repercutían en su territorio, sea porque estos se adentraban en el distrito de Campeche, al ser perseguidos por las tropas meridanas, sea porque los mayas, al tomar los poblados del sur, continuaban su marcha hacia los partidos campechanos. Por otro lado, las fuerzas disponibles para la defensa de la región eran insuficientes, lo que nos explica el desplazamiento de las tropas de un poblado a otro.
Ante el avance del movimiento indígena, las tropas acuarteladas en Hecelchakán tuvieron que abandonar la plaza, para dirigirse a los poblados de Nohcacab y Xul, donde se situaron; el ataque indígena no se hizo esperar, y las fuerzas campechanas tuvieron que acantonarse en Oxcutzkab. Al dejar su cuartel, quedaron desprotegidos tanto Hecelchakán como Tenabo, puntos importantes que, de perderse, interrumpirían la comunicación terrestre con la capital, por lo que tuvieron que regresar, sufriendo en todo el camino enfrentamientos armados con los rebeldes.
Al mismo tiempo, en la región de los Chenes, los mayas atacaron la hacienda Cayal, y establecieron su base en Suctuk, lo que obligó al general León a enviar refuerzos para ayudar a las tropas del coronel Cirilo Baqueiro, para desalojar a los indígenas. En dicha plaza se libraron duras batallas entre las tropas campechanas y los rebeldes, siendo, durante diciembre de 1848 y enero de 1849, el lugar más amagado del distrito. Los pueblos de la región de Los Chenes eran atacados constantemente por los mayas; Bolonchenticul, lugar en donde se hallaban acantonadas las tropas del coronel Trujillo, sufrió los constantes embates de los rebeldes, así como el pueblo de Iturbide, en donde esporádicamente establecían su cuartel general los sublevados.
Una de las principales preocupaciones de las autoridades campechanas era impedir que los mayas levantaran sus cosechas, ya que de hacerlo tendrían suficientes provisiones para mantenerse en pie de guerra. Otro de los objetivos era lograr el desalojo de los rebeldes de su distrito antes de que empezara la temporada de lluvias, porque de no conseguirlo, tendrían estos la oportunidad de emboscarse en lugares inaccesibles para las tropas campechanas, y comenzar un nuevo ciclo de producción del maíz.
La escasez de alimentos, tanto para las tropas como para los rebeldes, era determinante en las actividades desarrolladas, ya que en muchas ocasiones las fuerzas campechanas dejaban de atacar plazas ocupadas por los sublevados, para trabajar en la extracción del grano y realizaban recorridos por las rancherías, con el objeto de cosechar el producto antes de que lo hicieran los rebeldes. La situación era tan complicada que el gobierno del estado, aunque ya había concluido el término fijado para la introducción de maíz del extranjero, se vio en la necesidad de decretar una prórroga de 3 meses para continuar introduciendo el producto, dada la escasez del grano en todo el estado.
Mientras tanto, los enfrentamientos entre las tropas y los mayas seguían desarrollándose. Los últimos atacaron los ranchos Kinim, Xcuncal, Xnohtoc, los poblados de Xconchén, Xcupil, Nohcacab y Xul, entre otros. Las actividades de los jefes de las tres secciones que defendían la región de los Chenes lograron rechazar y dispersar a los rebeldes en las principales poblaciones de esa área: Hopelchén, Bolonchenticul e Iturbide. Conforme las tropas iban recuperando los pueblos y ranchos del partido, la actitud de los sublevados comenzó a cambiar: ya no estaban a la ofensiva sino a la defensiva, aunque sin perder su posición hostil.
En septiembre de 1849, el gobierno decretó el indulto a los sublevados que se sometieran en un plazo de 90 días; pero no se obtuvo de esto ningún resultado favorable. Asimismo, se organizaron comisiones eclesiásticas para negociar la paz con los rebeldes. La comisión que trabajó en Campeche, específicamente en la región de Los Chenes, estuvo presidida por el cura don Manuel Antonio Sierra, pero sus actividades no tuvieron ningún resultado positivo, ya que los sublevados no dieron indicios de querer entrar en tratados de paz.
Con relación a estas comisiones, las autoridades meridanas y campechanas tuvieron diferencias, ya que estas últimas se negaron a aceptar la tregua que el gobierno del Estado había solicitado a las tropas, con el objeto de facilitar la labor de los eclesiásticos. Los campechanos argumentaban que dejar las armas, aunque fuese momentáneamente, daría a los mayas la oportunidad de levantar sus cosechas, sin ningún contratiempo, y que eso sería perjudicial para el futuro de la guerra. El gobierno reaccionó, acusando a las autoridades campechanas de tener una posición exclusivamente defensiva y regional, y de obstaculizar las negociaciones para pacificar la península.
Por otro lado, los mayas se proveían de pólvora, sal, papel para cartuchería y otros productos de menor importancia por la ruta que va de Walis (Belice) a Chichahá (al Sur de Yucatán) y de ahí a Kancabchén (en el oriente), para ser distribuidos en toda la península; pero, probablemente por las lluvias, el camino entre los dos últimos puntos quedó inaccesible, lo que obligó a algunos grupos rebeldes a concentrarse en Kancabchén para reparar la vía y conseguir los productos mencionados. La escasez de los alimentos y del material bélico obligó a los mayas, que combatían en el distrito de Campeche, a establecerse en las rancherías de las montañas.
Durante todo 1849, continuaron los enfrentamientos entre las tropas campechanas y los sublevados, obteniendo los primeros algunos importantes triunfos sobre los mayas. A principios de 1850, se nombró comandante general de Yucatán a Manuel Michelterona, quien ordenó a las tropas campechanas avanzar hacia los cantones de Becanché, Iturbide y Dzibalchén y de los poblados de Oxhuac, Nohayin y Xmabén. Sin embargo, el movimiento de tropas fue contraproducente, ya que los mayas aprovecharon este desplazamiento y atacaron de nuevo Tekax y Bolonchenticul. Michelterona, ante la poca posibilidad de terminar con la guerra, prefirió renunciar al cargo, y para sustituirlo nombraron al general Rómulo Díaz de la Vega.
La posición de los rebeldes en la contienda dio un giro significativo, ya que no se arriesgaban a tomar cualquier plaza, sino únicamente las que estaban poco vigiladas; más bien se mantenían a la defensiva. Los enfrentamientos continuarían durante los siguientes años, pero con menos intensidad. La pérdida en el partido de Los Chenes fue estimada por el historiador Joaquín Baranda en "aproximadamente 18 pueblos, 29 rancherías, 92 haciendas, planteles de caña de azúcar, criaderos de ganado vacuno y caballar".

#### Situación de Campeche a mediados delsigloXIX
Al iniciar la segunda mitad del siglo XIX, la economía de Yucatán se había deteriorado profundamente por la guerra que el gobierno libraba contra los campesinos mayas, aunque los efectos de la situación bélica habían sido menores en el distrito de Campeche, que en otras regiones del Estado.
Debido a las deudas, la mayoría de la mano de obra permanecía sujeta a las fincas. Sin embargo, la producción agrícola había disminuido notablemente, y Yucatán tenía que importar gran parte de los bienes de subsistencia que se consumían en la península. A la par de esta situación, el acaparamiento de productos y el contrabando crecían, afectando a los consumidores y, en todo caso, a los comerciantes menores, ya que la mayor parte del comercio, y aún del contrabando, quedaba en manos de los más poderosos.
En la ciudad de San Francisco de Campeche, el monopolio comercial era disputado por dos casas, la de don José Ferrer Reixach, inmigrante catalán, y la de don Felipe Ibarra, quien en ese momento presidía el Ayuntamiento del puerto. Ibarra era primo hermano del entonces gobernador Santiago Méndez Ibarra, y sus influencias sobre la hacienda y aduana marítima de Campeche eran de sobra conocidas. Sin embargo, a Ibarra le preocupaba el peso cada vez mayor que iba cobrando la casa competidora de Ferrer.
En 1850, se inició un sonado caso de contrabando; según los acusadores, Manuel Ferrer Otero, hijo de Ferrer Reixach, envió a Campeche un navío norteamericano con doble cargamento. Una parte era legal y debía ser desembarcada en el puerto y otra de contrabando, calculada en varios miles de dólares, sería bajada en Cayo Arcas, en donde lo recogerían tres barcos de la Casa Ferrer, mismos que no llegaron al sitio porque naufragaron debido a una tormenta. Ante ello, la Casa Ferrer abanderó como mexicano al buque, poniéndole como nombre "Eduardo" y este salió para Veracruz, no sin antes recoger la mercancía dejada en Cayo Arcas.
Ante los rumores de dicho contrabando, el juez de Distrito de Yucatán, con sede en Campeche, José Ma. de Regil, promovió una acción legal contra los Ferrer, quienes fueron absueltos de los cargos, pero su casa comercial sufrió grandes perjuicios económicos durante los años que duró el juicio. 
Lo anterior profundizó la rivalidad entre Ferrer e Ibarra, a quien se suponía promotor de la acusación. Dicha rivalidad se manifestaría con el tiempo en el apoyo económico a distintos grupos políticos.
En cuanto a la exportación del distrito campechano, tenía su base en el palo de tinte que se vendía a Europa. 
Con la vuelta del país al régimen centralista, una parte sustancial de la economía del distrito se vio afectada. En agosto de 1853, con el apoyo de los conservadores, asumió por última vez la presidencia de México, Antonio López de Santa Anna, proclamándose Alteza Serenísima y poniendo en vigor una Constitución Centralista. Dos meses después, el 16 de octubre, Santa Anna decretó la segregación de la Isla del Carmen del departamento de Yucatán, convirtiéndola en territorio sujeto sólo al gobierno general, y nombrando comandante general a un alto oficial de la Marina, a quien competían las funciones propias de un gobernador.
Indudablemente, lo anterior constituyó un golpe a la economía del estado, especialmente porque la exportación del palo de tinte era la más importante fuente de ingresos del Estado. No conforme con esta situación, el 15 de julio de 1854, el propio Santa Anna decretó la ampliación del territorio del Carmen, al cual se le anexaron varias poblaciones de Tabasco y del occidente de Yucatán, precisamente aquellas donde se ubican las fincas tintaleras.
La reacción yucateca no se hizo esperar, pero sus gestiones para que el Carmen fuese reincorporada al departamento no dieron resultados positivos, sino hasta después del triunfo de la Revolución Federalista de Ayutla. En 1855, Santa Anna dejó el poder, quedando en la presidencia uno de los jefes revolucionarios, Juan N. Álvarez, a quien sucedió Ignacio Comonfort. En el gobierno de Comonfort, y durante los trabajos del Congreso Constituyente, convocado por el gobierno federal en 1856, la diputación yucateca, en especial Pedro Baranda, sostuvo la necesidad de reincorporar el Carmen a Yucatán. El 17 de diciembre, su solicitud fue resuelta favorablemente.
Mientras tanto, en Yucatán, Santiago Méndez se hizo cargo del gobierno y de la comandancia militar de Yucatán, integrando un gabinete predominantemente conservador.
Ese mismo año de 1856, y poco antes de terminar su periodo de diputado, Pedro Baranda fue nombrado, por el gobierno nacional, administrador de la Aduana Marítima de Campeche. Pero como Baranda estaba ligado políticamente a un grupo de oposición, a la cual también pertenecía Ferrer, su nombramiento representaba un doble peligro para los intereses económicos de Ibarra y para sus servidores, así como para su primo el gobernador. Entonces, el Ayuntamiento, así como para su primo el gobernador. Entonces, el Ayuntamiento, encabezado por el propio Ibarra, elevó una protesta ante el gobierno federal. Éste, sorprendido por el hecho de que la administración municipal se manifestara en algo que no competía a sus funciones, pidió que la solicitud de invalidar el nombramiento de Baranda, fuese ratificada por el cabildo campechano. El Ayuntamiento se reunió y ratificó su posición, exceptuando a don José Méndez, don Joaquín Maury y don Francisco Colomé, quienes se negaron a firmar. El 30 de octubre de ese mismo año, la fracción liberal del partido de Campeche, que empezaba a manifestarse como grupo político, se dirigió al presidente Comonfort para apoyar a Baranda, dejando entrever que a través del Ayuntamiento campechano obtenía, con la aduana y el fisco, una serie de beneficios para sus intereses comerciales, y que el "Nuevo Partido" se oponía a esta arbitrariedad del "Viejo Partido". A pesar de ello, el gobierno federal confirió el cargo aduanal a don Eleuterio Méndez, hermano del gobernador y primo de Ibarra.
Mientras tanto, Baranda fue elegido nuevamente diputado por Mérida, ante el Congreso de la Unión.

#### Conformación del estado
Poco después, tuvieron lugar elecciones para la gubernatura del estado. Desplazados por el momento los conservadores de la lucha política, las pugnas electorales se produjeron entre grupos nacidos en el seno del mismo partido liberal. Un sector promovió a don Liborio Irigoyen para ocupar el cargo; otro a don Pablo Castellanos; y otro, apoyado abiertamente por el gobernador Méndez, sostuvo la candidatura de don Pantaleón Barrera, quien triunfó y tomó posesión del gobierno, el 26 de julio de 1857.
El campechano Pablo García, que tenía 33 años y había sido elegido diputado, abandonó la sala de sesiones del Congreso local en Mérida en el mes de julio, argumentando falseo del proceso electoral. Enseguida comenzaron las sublevaciones en diferentes poblaciones, principalmente del distrito de Campeche, pidiendo que se convocara a nuevos comicios; las fuerzas militares persiguieron a los sublevados, pero aplacados unos, aparecieron otros. Se quería convertir al distrito de Campeche en otro estado.
El descontento político por la victoria de Barrera aumento, y los grupos opositores protestaron contra las medidas de fuerza y de presión que había ejercido Méndez durante el proceso electoral. 4 de agosto, Isidro González, de filiación "Liborista", en unión con hombres, en el poblado de Maxcanú, reunió a los pobladores para darles a conocer el plan que había elaborado; declaraba ilegales las elecciones, por haberse efectuado bajo presión gubernamental, además desconocía a Barrera y al Congreso local.
En dicho plan se nombraba gobernador provisional del estado a don José Ma. Vargas, quien convocaría a nuevas elecciones. Asimismo, se protestaba obediencia al gobierno federal.
Simultáneamente, se produjeron levantamientos en Acanceh, Chapb, Mama, Maní y Texas. La noche del 6 de agosto, los oposicionistas campechanos liderados por Pablo García y Motilla se apoderaron de los baluartes de Santiago y la Soledad, así como de la Maestranza de Artillería de la ciudad, en la que se guardaba el parque de la guarnición. Mientras tanto, Irigoyen permanecía oculto en Campeche. Estaba también en la ciudad Santiago Méndez, a quien Barrera había enviado con el fin de evitar cualquier insurrección. Apenas iniciados los levantamientos, el Congreso nombró vicegobernador a Méndez y otorgó poderes extraordinarios a Barrera, con el objeto de defender las dos principales ciudades del estado.
El 7 de agosto, los sublevados, encabezados por Pablo García, Pedro Baranda e Irineo Lavalle, iniciaron pláticas con el general Eugenio Ulloa, jefe militar de la plaza; acordaron enviar una comisión a la capital, para que se solicitara a Barrera la destitución del Ayuntamiento de Campeche, y la del juez de lo Criminal, Juan Miró, así como la exención del servicio de guardia nacional para los marinos.
La mencionada comisión, integrada por don José García Poblaciones, don Tomás Aznar Barbachano y don José María de Regil, viajó a Mérida junto con el vicegobernador Méndez, cuya influencia sobra Barrera era conocida.
El gobernador accedió a las peticiones de los sublevados, pero mientras tanto, en Campeche, un nuevo grupo se había pronunciado en favor de los alzados; desconociendo al gobernador, la legislatura, el Ayuntamiento de Campeche y a la administración de la aduana marítima; además, pedía a los militares destacados en el puerto que no se opusieran, ya que los rebeldes representaban la voluntad popular. Para este movimiento, la Casa Ferrer aportó recursos pecuniarios y un considerable contingente de marinos que trabajaba a su servicio.
Pablo García, comenzó a recibir adhesiones de otros lugares del distrito. Envió circulares a funcionarios federales pidiéndoles su opinión; el titular del juzgado de Distrito, Justo Sierra O'Reilly, respondió —sin dejar de hacer valer su calidad de empleado federal—:

[...] soy republicano de buena fe [...] creo que la acción reguladora de la sociedad sobre sí misma pertenece a esta de pleno derecho y profeso el dogma de la soberanía del pueblo [...] estoy persuadido de que el pueblo por sí, o por medio de sus representantes, puede cambiar su situación cada vez que lo tenga por necesario [...]

Creció el apoyo y el nuevo líder tomó decisiones rápidas. Como jefe político y militar de Campeche, asumió la responsabilidad de hacer conocer al presidente de la República, Ignacio Comonfort, la orientación del movimiento del 7 de agosto. En ese sentido, se dirigió a él con fecha 12 de agosto de 1857 y le dijo que lo acontecido en Campeche tenía el apoyo popular, así como de diferentes ramos del gobierno.
El gobierno yucateco declaró la guerra a los pronunciados, pero debido a la guerra contra los mayas y la incapacidad para dominar una plaza amurallada y fuerte, como San Francisco de Campeche, solamente hasta el día 20 envió tropas, al mando del coronel Manuel Cepeda Peraza, a las que se unieron las del coronel Cirilo Baqueiro y, poco después, un destacamemo jefaturado por el coronel Celestino Ruiz.
El día 19, Pablo García se había dirigido al jefe político del Carmen pidiéndole que no impidiera la libre manifestación de los laguneros, de quienes él tenía conocimiento que deseaban adherirse a su proyecto. Le advirtió que para proteger la libre expresión había instruido al capitán Andrés Cepeda Peraza para que con las fuerzas a su mando desembarcara en Las Pilas y, acercándose a la población, diera oportunidad a los habitantes para que expresaran sus opiniones. Días más tarde, gracias a Nicolás Dorantes y Ávila, Pablo García se enteró de que contaba con el apoyo de los laguneros. El hecho no fue pacífico, ya que hubo víctimas: murieron en el marco de la proclamación Jerónimo Castillo y Santiago Brito, quien se había resistido a los objetivos de García. Igualmente, Pablo García separó de la jefatura política del Carmen a José del Rosario Gil y envió desde Campeche a José García y Poblaciones, a quien también concedió la comandancia militar del partido. 
Entonces, Barrera envió a México a Méndez y a la diputación, con el fin de solicitar al presidente dos buques armados para asediar el puerto, pero al no encontrar eco en la capital, los comisionados retornaron a Yucatán; ante esta situación, el gobernador lanzó sus principales tropas a Campeche, dejando desprotegida la frontera con la zona de los mayas rebeldes.
El coronel Manuel Cepeda Pereza pidió a García su rendición, pero este respondió que dominaba todo el distrito de Campeche, y que si en el resto del estado secundaban la imposición de Barrera, sería necesario separar Campeche de Yucatán.
Entonces, las fuerzas de Cepeda Peraza se dirigieron hacia Campeche, derrotando a un destacamento rebelde en la hacienda Yaxcac. Por otro lado, para reforzar el avance de la milicia oficial hacia Campeche, la tropa destacada en Tekax abandonó temporalmente la población, que fue atacada y saqueada por los mayas.
Manuel Cepeda Peraza un nuevo llamamiento a García, para que depusieran las armas, en momento en que el estado debía de estar unido en la guerra contra los mayas; pero García respondió que más le extrañaba a él que el gobierno atacara a los campechanos que pedían el respeto al voto popular, en lugar de combatir a los mayas. Poco después, una comisión del clero campechano, luego de hablar con los sublevados, viajó a Mérida para entrevistarse con Barrera, proponiéndole la realización de nuevas elecciones, cuyo triunfador, aun siendo el propio Barrera, sería respetado por Campeche. Pero Barrera se opuso, y el clero presentó una nueva propuesta: una tregua para someter al arbitraje del presidente Comonfort el caso de la península; esta también fue rechazada por el gobernador.
Mientras tanto, las fuerzas de Mérida llegaron a Campeche y tomaron el barrio de Guadalupe. Por su parte, el capitán Andrés Cepeda Pereza, se apoderó de Sisal y se encaminó hacia la capital del estado, junto con don Liborio Irigoyen; pero el 21 de noviembre, fueron derrotados en Ucú. Irigoyen fue amnistiado.
Sin embargo, la dificultad de someter a los rebeldes persistía. Entonces se propuso en Mérida eliminar el supuesto obstáculo para la negociación, es decir a Barrera. Este aceptó delegar temporalmente el mando en el general Martín Peraza, quien se entrevistó con los jefes campechanos, pero estos decidieron no negociar sino hasta que Barrera renunciara definitivamente. 
De agosto a diciembre de 1857 numerosas poblaciones se adhirieron a la proclama de García y Barrera dejó la gubernatura en poder de Martín F. Peraza.
Mientras tanto, el panorama nacional era sacudido por nuevos cambios. El 17 de diciembre se proclamó el Plan de Tacubaya, donde se desconocía la Constitución del 5 de febrero. Comonfort se adhirió a dicho plan y Juárez, presidente de la Suprema Corte de justicia, fue puesto en prisión. Veracruz y otros estados secundaron el pronunciamiento y Campeche se les unió. Por su parte, Barrera dimitió definitivamente, dejando el gobierno al general Martín Peraza.
El 25 de diciembre, los rebeldes campechanos propusieron al gobernador la integración de una junta Gubernativa de Yucatán, encabezada por el propio Peraza e integrada por varios de los principales jefes sublevados. Peraza no aceptó. Entonces se mantuvo la junta, cuya presidencia recayó en don Pablo García.
El 11 de enero de 1858, la situación nacional cambió nuevamente. Los conservadores desconocieron a Comonfort y el general Félix Zuloaga, conservador y centralista, ocupó la presidencia. Ante ello, el 13 de enero, Veracruz asumió su soberanía y Comonfort, antes de dejar la capital, liberó a Juárez, quien se dirigió a Guanajuato, donde instaló su gobierno para combatir a Zuloaga. Así se inició la guerra de Reforma o de tres años.
El 29 de enero, Zuloaga decretó la separación del distrito de Campeche y el Carmen del departamento de Yucatán y quedaron constituidos en territorio sujeto al gobierno central. A su vez, nombró a Tomás Marín jefe político y militar; la Junta Gubernativa se opuso, manifestando que lo anterior constituía un grave peligro para Campeche, ya que su marina mercante se vería involucrada en la guerra. Campeche proclamó que mantenía su soberanía y rechazó el nuevo giro del Plan de Tacubaya, así como el nombramiento de Marín. Mientras tanto, Yucatán protestaba su adhesión al gobierno de Zuloaga.
Cuando Marín llegó a Campeche, la Junta Gubernativa lo expulsó a Cuba. Pero a su paso por Sisal, Marín se comunicó con el gobernador Peraza, quien informó de los últimos acontecimientos al gobierno centralista.
En abril, las poblaciones del distrito de Campeche, incluso Maxcanú y Halachó, pertenecientes al distrito de Mérida, manifestaron su voluntad de separarse de Yucatán. Entonces, el general Manuel Cepeda Peraza se dirigió con sus tropas hacia la frontera entre ambos distritos, mientras Pedro Baranda movilizó sus fuerzas hacia la línea fronteriza.
Inmediatamente, Baranda fue comisionado para negociar la división territorial con el gobierno de Yucatán, dirigiendo a Peraza para llegar a un arreglo pacífico. Peraza aceptó, pero dejó la decisión final a los supremos poderes nacionales. Baranda, a su vez, comisionó a José García Poblaciones y al Lic. Nicolás Dorantes Ávila, para tratar con Alejandro García, José A. Cisneros y Nicanor Rendón, representantes de Peraza en el asunto de la división territorial.
En una primera reunión no se obtuvo ningún acuerdo, además de que la comisión campechana sufrió un cambio, al ser sustituido José García Poblaciones por don Rafael Carvajal. Finalmente el 3 de mayo de 1858 se firmó el Convenio de División Territorial, que entre otros puntos estipulaba los respectivos a línea divisoria, obligaciones en la guerra contra los indígenas, impuestos y aranceles; se publicó en la ciudad de San Francisco de Campeche con la solemnidad del caso el 15 de mayo.
Consecuencia inmediata del Convenio fue la expedición de un documento de cuatro puntos por el cual la junta Gubernativa del Distrito de Campeche e Isla del Carmen declaró tener la voluntad de erigirse en estado, reconociendo como gobernador a Pablo García y estableciendo que la designación de comandante recaería en Pedro Baranda; además nombraron un Consejo de Gobierno que se integraría con cinco miembros. Sin embargo, la legalidad federal imponía condiciones diferentes a la manera como se manejó la cuestión, ya que no estaban cumplidos los requisitos señalados en la Constitución de 1857, que en el artículo 43, al referirse a las partes integrantes de la Federación, no reconocía a Campeche sino como parte del estado de Yucatán; es decir, era imprescindible una reforma constitucional.
García envió al presidente Juárez, al puerto de Veracruz —residencia del gobierno liberal—, toda la documentación pertinente para la institución y funcionamiento de una entidad consolidada de hecho; el presidente Juárez admitió los sucesos, pero los condicionó a la respuesta del Congreso. Frente a esto, el gobernador García se apresuró a enviar a principios de 1859 una comisión que se acreditase cerca del presidente Benito Juárez, para referirle la cuestión campechana. Llegó a Veracruz encabezando la misión Federico Duque de Estrada, y aunque fue admitida la representación, el Ministerio de Gobernación lo invitó a que expresara el objetivo de su viaje, el cual sintetizó en cinco puntos: la aprobación del acta del 9 de agosto de 1857, con lo cual García tácitamente pedía su reconocimiento como guía político y militar; la aprobación de los actos de gobierno emanados del movimiento del 7 de agosto, dando a entender que se admitieran los procedimientos para financiar sus acciones (recursos federales que se tomaron de las aduanas y préstamos a particulares). Los otros puntos se dirigían a la destitución y designación de funcionarios de los ramos de Hacienda y Militar. El 29 de abril de 1859 el ministro de Gobernación, Melchor Ocampo, respondió en términos de la política que imponían las circunstancias, le respondió a García con un acuerdo preliminar, admitiendo conformidad en lo que no se opusiera a la Constitución, y siempre y cuando no se vulneraran las facultades del Congreso de la Unión.
El momento político y los sucesos de la Guerra de Reforma aliviaron las preocupaciones de Pablo García, ya que la paz nacional y la reunión del Congreso iban a requerir de un par de años para su consolidación. Estas circunstancias providenciales le ofrecieron un tiempo valioso para que emprendiera una tarea de agrupamiento en lo político y de adelanto en el gobierno.
No todos los días fueron de paz: el joven líder necesitó enfrentar los problemas de la Guerra de Reforma pero además dio una atención constante a los asuntos públicos, ya que a mediados de 1859 Pantaleón Barrera, el exgobernador enemigo, impulsó un movimiento en Hopelchén que pedía la reincorporación de Campeche a Yucatán; no obstante, fracasó y García siguió en el mando político y militar.
A fines de 1860 fueron derrotadas las fuerzas de la reacción y el gobierno del presidente Juárez expidió en Veracruz la convocatoria para la elección de presidente de la República y diputados al Congreso de la Unión. Este documento se publicó en Campeche acompañado de otra convocatoria: la de elección de constituyentes locales, con la misión principal no sólo de elaborar un documento de tal importancia, sino la de presentar un escrito que solamente era facultad de los estados que legalmente eran parte de la Federación. Las principales funciones de la asamblea fueron hacer oír su voz ante el Congreso de la Unión y las legislaturas de los estados, para el reconocimiento de Campeche como estado de la Confederación y expedir su Carta Constitucional y leyes orgánicas, ello en un plazo de cuatro meses.
En 1861, antes de que se iniciaran las sesiones del II Congreso Constitucional de la República, Campeche dio un paso adelante al instalarse la Asamblea Constituyente el 2 de marzo. Iniciados los trabajos el día 3, comenzaron a redactar y expedir el Reglamento del Congreso, de cuya exposición de motivos se encargaron los diputados Santiago Carpizo y José García Poblaciones. En la reunión del 14 de marzo se nombró a los miembros de la Comisión de Constitución: Domingo Duret, Rafael Carvajal y José del R. Hernández, quienes presentaron un proyecto el siguiente 20 de abril, el cual se comenzó a discutir. Fue aprobado y promulgado el día 30 con la debida solemnidad. En lo general, los artículos, clasificados en 19 secciones, estuvieron acordes con la doctrina de la Carta Federal del 57. En el artículo segundo establecieron que la entidad estaría integrada por los partidos del Carmen, Champotón, Campeche, Hecelchakán y Bolonchenticul.
El Congreso Constituyente —primero de Campeche— finalizó sus actividades en octubre de 1861 con la expedición de un Manifiesto:

Muchos obstáculos ha encontrado a su paso para poderse constituir con arreglo a las reformas federativas. La larga lucha entre la libertad y el despotismo, entre la legalidad y la usurpación, ha retardado nuestra entrada a la era constitucional [...] Cierto es que la Asamblea Nacional no ha legalizado con su reconocimiento nuestra creación; mas esto no debe inquietarnos. El hecho de nuestro ser, la justicia de nuestra causa y el espíritu ilustrado y recio del Congreso de la Unión, nos garantizan la legalización de nuestra existencia política.

Los periódicos de la Ciudad de México acogieron artículos remitidos en favor y en contra de la creación de un nuevo estado. La dirección del problema se puso en manos, como correspondía, de los diputados federales que resultaron elegidos en 1861, cuyos nombres se publicaron el 10 de febrero: por el primer distrito electoral, Tomás Aznar Barbachano, propietario y, suplente, Rafael Dondé; por el segundo, Juan Carbó, propietario, y, suplente, Joaquín Gutiérrez de Estrada. Sin embargo, conforme a la ley electoral vigente las diputaciones de Campeche eran el cuarto y el quinto distritos del estado de Yucatán, y no primero y segundo de Campeche. Esta cuestión fue la primera dificultad; y en la sesión del 1 de junio Aznar Barbachano solicitó a la asamblea la rectificación de la mención que se hacía de su persona como diputado por Yucatán, cuando lo era por Campeche. De inmediato el diputado Suárez Navarro señaló que la Constitución Federal no reconocía al estado de Campeche, por lo que no había lugar a la corrección solicitada. Aznar Barbachano replicó que la separación de Campeche era un hecho consumado que el gobierno mismo había reconocido en distintas ocasiones, y, a mayor abundamiento, indicó que los representantes populares no lo eran del estado, sino del pueblo del distrito que les había otorgado el voto. También dijo que ya que no se le reconocía como diputado por Campeche, no se dijera que lo era por Yucatán.
Aznar Barbachano no esperó mucho tiempo para obtener respuesta. La Secretaria de la Cámara procedió a dar lectura al dictamen de la Comisión de Poderes por el que se aprobó su elección, pero como representante por el estado de Yucatán. Nuevamente subió a la tribuna Suárez Navarro para decir que el gobierno no tenía facultad constitucional para admitir nuevos estados en la Federación y expuso que la erección del de Campeche había sido obra del gobierno conservador de Félix Zuloaga. El presidente de la Cámara, Gabino Bustamante, dio por terminada la discusión y se aprobó el acta de la sesión del 30 de mayo de 1861, por la que la diputación campechana pertenecía formalmente a la representación yucateca.
En la sesión del 5 de julio, los diputados Aznar Barbachano y Carbó hicieron una proposición, también suscrita por las diputaciones de Chiapas, Tabasco y Oaxaca, solicitando se erigiese en estado el distrito de Campeche, iniciativa que fue turnada a la Comisión de Puntos Constitucionales. Parecidas gestiones siguió realizando la diputación de Campeche para agrupar simpatías en busca de un dictamen favorable. Pero la representación yucateca, formada por los diputados Nicolín, Suárez Navarro y Arredondo, hacía gestiones diferentes, y en la sesión del 19 de julio presentó una proposición para que se hiciera una proclamación declarando anticonstitucional y violenta la escisión de Campeche del estado de Yucatán. Consecuencia de todo lo anterior fue que en la sesión del 30 de julio, al nombrarse la diputación permanente con un representante por cada estado, se excluyó a Campeche.
El segundo periodo de sesiones ordinarias se inició el 30 de agosto de 1861. Para ese entonces el Ministerio de Gobernación tenía en su poder una obra compilada por Aznar Barbachano y Carbó: Memoria sobre la conveniencia, utilidad y necesidad de erigir constitucionalmente en estado de la confederación mexicana al antiguo distrito de Campeche. El trabajo tuvo tendencia orientadora, aunque tampoco fue tomado como testimonio único, por lo que el secretario de Gobernación, Francisco Zarco, solicitó el 9 de marzo de 1861 al general y diputado Juan Suárez y Navarro que formulara un estudio sobre el problema peninsular según tres consideraciones: la escisión, las causas de los frecuentes cambios políticos y la venta de indígenas a Cuba como esclavos. El siguiente 12 de abril Suárez entregó al ministro Zarco un Informe sobre las causas y carácter de los frecuentes cambios políticos ocurridos en el Estado de Yucatán y medios que el gobierno de la Unión debe emplear para la unión del territorio yucateco, la restauración del orden constitucional en la Península y para la cesación del tráfico de indígenas enviados como esclavos a la isla de Cuba. Fue un punto de vista diferente, pero que tampoco satisfizo al gobierno de la Federación, pues lo estimó como unilateral. Por ello, en un intento de agotar las fuentes de consulta, el Ministerio de Gobernación pidió el 12 de julio de 1861 la opinión de la Legislatura de Yucatán, la que respondió el 2 de agosto reprobando el reconocimiento, pues además de que Campeche no reunía el censo poblacional que exigía la Constitución, no era conveniente una decisión favorable por la Guerra de Castas y no existían tampoco las rentas suficientes para el sostenimiento de dos entidades.
Gobernación remitió el voluminoso expediente el 31 de agosto al Congreso, haciendo saber a los diputados que el Ejecutivo no había reconocido la erección de Campeche en estado ni a los que lo representaban como autoridades.
La discusión pasó del salón de sesiones a las hojas de la prensa, con lo cual el asunto obligó a una solución que no podía demorarse, en medio de la invasión extranjera.
El 5 de diciembre de 1861 la Comisión de Puntos Constitucionales presentó una exposición de motivos redactada por los diputados Ignacio Altamirano, Ignacio Mariscal y Manuel Romero Rubio, señalando que habían estudiado con detenimiento todos los documentos aportados así como la situación real de las dos entidades y, en consecuencia, presentaban un proyecto de ley que pedía la conversión en estado de la Federación del distrito de Campeche, con los límites que tenía.
Concluyeron la discusión y la incertidumbre legal. Lo que siguió fue el formulismo jurídico de legalización para que las legislaturas estatales ratificaran la disposición. El dictamen no fue discutido en ninguna sesión, pero fue básico para la expedición del decreto del 19 de febrero de 1862 del presidente Juárez que reconoció el nuevo estado. Juárez procedió de esa manera en virtud a la Ley del 11 de diciembre de 1861, que le confirió amplias facultades en todas las ramas de la administración pública. El decreto definitivo, ya que se había obtenido la sanción de la mayoría de las legislaturas de los estados, fue un cumplido legal y tuvo el carácter de ratificación. Se expidió el 29 de abril de 1863 con lo que terminó el largo itinerario que se había propuesto alguna vez en el Congreso Nacional en una sesión de 1824. El estado se formó con uno de los distritos yucatecos: el de Campeche (los otros eran Mérida, Tekax, Izamal y Valladolid), el distrito de Campeche lo formaban los partidos de Carmen, Champotón, Campeche, Hecelchakán y Bolonchenticul. El primer gobernador fue el licenciado Pablo García y Montilla.
Por su parte, la Constitución del estado de Yucatán expedida el 21 de abril de 1862, al mencionar las partes de su territorio no se refirió al distrito escindido, sino únicamente a los partidos de Mérida, Ticul, Maxcanú, Valladolid, Tizimín, Espita, Izamal, Motul, Tekax, Peto, Sotuta, Bacalar y Cozumel, es decir, que ya aceptaba la separación de Campeche.

#### Las luchas por el poder en Yucatán y su influencia en Campeche
Entre 1858 y 1863, Yucatán se vio envuelto en una serie de enfrentamientos que libraron distintos grupos, en su afán de hacerse del mando político del Estado. Estas luchas preocupaban profundamente al gobierno campechano, pues estaba claro que ciertos sectores yucatecos no habían quedado satisfechos con la separación de Campeche.
Hacia fines de 1858, en Yucatán estalló un movimiento para deponer a Martín Peraza. El levantamiento fue encabezado por Lorenzo Vargas y Juan J. Méndez, quienes obtuvieron, en octubre, la dimisión del gobernador. Inmediatamente, el Ayuntamiento de Mérida designó, para ocupar el cargo, al licenciado Liborio Irigoyen; la guarnición de la capital yucateca como la de la ciudadela de San Benito, secundaron al Cabildo.
Acto seguido, Irigoyen acusó de conspiración al exgobernador Peraza y a varios de sus colaboradores, a quienes expulsó del Estado. Sin embargo, este aún tendría que enfrentar nuevos problemas, pues Lorenzo Vargas se rebeló en Cenotillo y lo mismo hizo Andrés Cepeda Peraza, en Motul. Por su parte, Pantaleón Barrera salió de Yucatán y se dirigió hacia los Chenes, en donde intentó reorganizar a sus partidarios, pero fue delatado y el gobierno campechano lo apresó.
En 1859, Irigoyen renunció y la gubernatura de Yucatán quedó a cargo del presidente del Tribunal Superior de justicia, don Pablo Castellanos. En agosto del mismo año, Castellanos delegó el mando en una junta gubernativa de la que él formaba parte, junto con don Agustín Acereto y don Domingo Laureano Pérez. Dicha junta y el gobierno campechano manifestaron entonces su deseo de mantener buenas relaciones. Sin embargo, en octubre se produjo un cuartelazo contra el gobierno yucateco. José Concepción Vera, comandante del batallón de la ciudadela de San Benito, se rebeló contra la junta, apoyando exclusivamente a don Agustín Acereto para la gobernatura.
Acereto no pasó mucho tiempo en el cargo, sin tener serias dificultades internas y otras sumamente graves con Campeche. Las últimas llegaron al límite cuando el gobernador de Yucatán, manifestando que Campeche había violado el convenio de división territorial en lo relativo a prestar ayuda económica a los yucatecos en la guerra contra los mayas, decretó que los productos extranjeros nacionalizados, al pasar por el puerto de Sisal, pagarían los mismos derechos que aquellos que llegaban directamente de otros países.
La respuesta de Campeche fue inmediata. Pablo García ocupó Maxcanú y se unió a los enemigos de Acereto. En Muna se proclamó un plan contra el gobierno yucateco y, con la ayuda de tropas campechanas, los insurrectos tomaron Mérida. Acereto cayó a principios de 1860, y lo sustituyó don Lorenzo Vargas, quien nombró a Pantaleón Barrera presidente del Consejo de Estado. Seguidamente, Vargas acusó a Liborio Irigoyen de tener relaciones políticas con Acereto, e Irigoyen tuvo que salir de Yucatán, con dirección a Campeche, mientras Acereto era apresado en Mérida.
Simultáneamente a lo anterior, en Campeche se manifestaron diferencias entre el gobernador García y el jefe de armas Pedro Baranda, pues García temía un levantamiento de las tropas jefaturadas por el segundo. Dicho levantamiento no se produjo, pero la tensión política creció a tal punta que Baranda se vio obligado a renunciar. A partir de ese momento, García reunió en sí mismo el mando político y el militar de Campeche.
A fines de 1860, los liberales ya habían triunfado en toda la nación y Campeche celebraba su triunfo. Sin embargo, se produjo una primera fricción entre el Gobierno Federal y el de Campeche. El primero designó como nuevo comandante militar del Estado al Coronel Alejandro García, pero el gobernador campechechano se opuso y solicitó que el nombreamiento se invalidara. A pesar de ello, México insistió, ante lo cual García se negó a acatar las órdenes superiores y mantuvo ambos mandos .
Mientras tanto, el 5 de febrero de 1861, Pedro Acereto , hijo de Don Agustín se levantó en Valladolid, pronunciándose contra el gobierno de Lorenzo Vargas. El día 10 del mismo mes, los secundó la Guarnición de Mérida, jefaturada por Andrés Cepeda Peraza y el ayuntamiento de dicha capital. Como resultado de lo anterior, Agustín Acereto fue liberado y asumió la gobernatura de Yucatán.
En Campeche, en marzo, fue denunciada una supuesta conspiración de Pedro Baranda contra el gobierno de Pablo García. Entre tanto, en Yucatán, el congreso declaraba gobernador y vicegobernador a Agustín Acereto y a Pantaleón Barrera, respectivamente. Poco después el gobernador campechano acusó a Baranda de colaborar con Barrera lo cual generó un clima aún más tenso en la política peninsular.
En Yucatán los enfrentamientos entre liberales continuaron. En agosto Acereto disolvió la ligeslatura de la que formaba parte Liborio Irigoyen. El 22 de septiembre, tropas yucatecas atacaron Bolonchenticul y , ese mismo día el congreso de Yucatán suspendió de sus funciones a Acereto, nombrando Gobernador a Irigoyen, quien , con el apoyo de contingentes militares campechanos, ocupó Mérida asumiendo el gobierno en noviembre de 1861; Irigoyen expulsó del estado a Pedro Baranda, Joaquín Solí, Ceferino San Román y Guillermo Pampillón, mismo que se dirigieron a tabasco.
Con el triunfo Irigoyen se restableció la armonía entre Campeche y Yucatán , pero esta situación pronto se desvanecería ante el avance de los conservadores en el país y ante la amenaza de la intervención Francesa.

#### Intervención Francesa
En 1861, estalló la guerra civil estadounidense, que duró hasta 1865; este hecho facilitó la ingeniería europea en México. Para 1862, ya se vislumbraba el peligro de una guerra con Francia. En enero de ese año, el gobierno federal emitió una ley contra los que apoyarán la intervención. Por otro lado, Juárez, tratando de fortalecer la adhesión de los contingentes republicanos liberales, aprobó provisionalmente la solicitud campechana de erigirse en estado y la turnó el Congreso de la Unión.
Mientras tanto, las nuevas elecciones realizadas en Campeche dieron por resultado la reelección de Pablo García y Tomás Aznar Barbachano, como gobernador y vicegobernador, respectivamente. Así mismo, fue renombrada la legislatura local. El gobierno campechano intentó, entonces, reorganizar la maltrecha economía del Estado, cuya industria y comercio pasaban por crítica situación. El sistema de deudas, base de la producción de las haciendas y ranchos de palo de tinte, fue reforzado por una ley publicada en mayo de 1862 que otorgó a los propetiarios de las fincas pleno poder sobre la mano de obra rural. A los peones de campo se les prohibió salir de las fincas, sin permiso escrito del propietario o del encargado, quienes, además, serían los únicos autorizados para vender aguardientes en las fincas. Los casos de fuga de un sirviente adeudado quedaban tipificados como estaba, y sujetos a persecución por parte de los hacendados y de las autoridades, corriendo los gastos por cuenta del trabajador. Y, para garantizar la permanencia de la mano de obra, la ley estipulaba, entre otras cosas, y los familiares y el sirviente prófugo serían retenidos en las haciendas hasta por 6 meses. Esta ley no llegaría a ponerse en práctica, debido a la intervención francesa; pero, en 1868, García establecería medidas semejantes.
Por otra parte, las situación nacional se agravaba cada día. La intervención francesa era casi un hecho. Ante ello, en el mes de mayo, el congreso campechano otorgó poderes extraordinarios al gobernador García. Ese mismo mes llegó a Campeche la noticia de que el puerto del Carmen había sido ocupado por tropas francesas. Además, en Yucatán, la lucha entre los partidarios de Irigoyen y los de Acereto continuaba. Ante ello, en noviembre salió un destacamento militar campechano con rumbo a Mérida, para prestar auxilio al gobernador.
En marzo, tropas campechanas, al mando de Pedro Celestino Brito, recuperaron el Carmen. Un mes después, Campeche recibía con satisfacción el anuncio de que la Constitución de su Estado había sido ratificada definitivamente por el gobierno federal. De inmediato se iniciaron los trabajos para dotar a la entidad de su primera Constitución Política que sería proclamada el 13 de julio siguiente.
Paralelamente a estos acontecimientos, los conservadores yucatecos promovieron un movimiento contra el gobierno liberal de Irigoyen. Este, sospechando de los nexos políticos que mantenía el jefe de la línea de oriente, coronel Felipe Navarrete con los sectores opositores a su gobierno, lo había destituido de su cargo. Navarrete organizó inmediatamente una rebelión contra Irigoyen, quien, ante la difícil situación, solicitó ayuda a Campeche. En julio, los destacamentos de la guardia nacional situados en Tenabo, Hecelchakán, Dzibalchén y Calkiní fueron enviados por Pablo García a Yucatán, para unirse a las fuerzas de Irigoyen. Sin embargo, Navarrete logró tomar la ciudadela de San Benito, en Mérida, y el gobernador yucateco tuvo que abandonar la entidad, para refugiarse en Campeche.
El triunfante grupo conservador de Navarrete integró una junta gubernativa encabezada por él mismo. Los liberales reaccionaron inmediatamente y el coronel Manuel Cepeda Peraza se levantó contra Navarrete; después de varios enfrentamientos, las tropas liberales fueron derrotadas en Chocholá. Las fuerzas de Cepeda Peraza y las campechanas, que las habían apoyado, se replegaron entonces a Hecelchakán, y luego a Campeche, seguidas por los contingentes conservadores que Navarrete había enviado contra dicho puerto. Ante ello, el gobernador García envió a una comisión para entrevistarse con Navarrete, e intentar llegar a un acuerdo pacífico con Yucatán, pero aquel se negó. Campeche preparó entonces la defensa de la ciudad, pero los destacamentos yucatecos, comandados por el general Francisco Cantón, lograron tomar los barrios, al mismo tiempo que la escuadra francesa bloqueaba el mar. Mientras tanto, el 3 de octubre de ese año, una comisión mexicana ofrecía la corona de México al Archiduque Maximiliano de Habsburgo, en su castillo de Miramar.
La situación de Campeche cada vez fue más crítica, lo que obligó al gobernador García a entrevistarse con el almirante Cloué, jefe de la escuadra francesa, y firmar la capitulación de la ciudad, el 22 de enero de 1864, por lo cual Campeche se rendía a las fuerzas navales de Francia. Inmediatamente, los jefes de las tropas yucatecas, Anacleto Sandoval, Francisco Cantón, Cirilo Baqueiro y Felipe López se pronunciaron por la intervención y reconocieron al gobierno de la Suprema Regencia, quien era el que representaba al gobierno de Maximiliano, pues el gobierno republicano había abandonado la capital de la República, para iniciar su peregrinaje al norte del país.
Pablo García, Manuel Cepeda Peraza, Liborio Irigoyen y otros destacados liberales, fueron expulsados a Cuba. Las tropas de ocupación francesa, en Campeche, fueron sustituidas por fuerzas yucatecas, quedando Navarrete como gobernador y comandante militar de los dos estados. El gobierno de Yucatán reconoció a la Regencia, y lo mismo hicieron el jefe político provisional de Campeche, nombrado por Navarrete, y sus más cercanos colaboradores. Igualmente, se pronunciaron a favor del imperio las poblaciones del distrito de Campeche, incluyendo los del partido del Carmen.
A fines de mayo, arribaron a México, vía Veracruz, los emperadores Maximiliano y Carlota; pero los liberales no cesarían en su empeño por restaurar en México la república federal. 
Poco después, el gobierno imperial declaró insubsistente la autonomía de Campeche, reintegrándolo a Yucatán. El Estado, ahora unido, fue gobernado por Navarrete hasta septiembre de 1864, mes en el que llegó a la península el comisario imperial, José Salazar Ilarregui. Ese mismo mes, Cepeda Peraza retornó clandestinamente a Yucatán, y Pablo García, a Campeche, en diciembre.
A fines de ese mismo año, ya el gobierno imperial empezaba a tener problemas con el sector conservador que le había ofrecido el gobierno del país. El 27 de diciembre se publicó una carta de Maximiliano, en la que el emperador se manifestaba en favor de las leyes de reforma en lo relativo a la desamortización y nacionalización de los bienes del clero; a la administración gratuita de los sacramentos y a otras medidas, causando gran descontento entre los grupos que habían apoyado la intervención.
Para 1865, con el fin de controlar la economía campechana, el comisario imperial nombró a don Joaquín Casasús administrador de la aduana marítima de Campeche, y a don Luis Méndez y al Ing. Santiago Méndez, auditores del consejo del Estado. Además, las fuerzas intervencionistas, situadas en el puerto, fueron reforzadas en abril con el arribo de doscientos soldados austriacos. Por su parte, los republicanos campechanos también mantenían vivo su deseo de expulsar del país a los franceses. El 1 ° de mayo de 1865. Fuerzas comandadas por Pedro Celestino Brito y Vicente Román Chambró, tomaron Champotón, cuya población se unió a su movimiento republicano; pero este fue rápidamente sofocado por las tropas imperiales.
En diciembre del mismo año, la emperatriz Carlota visitó campeche y el Carmen, siendo objeto de grandes muestras de simpatía por parte del sector conservador, que para ese momento controlaba el gobierno. Pero el régimen imperial se iba debilitando día a día. Además había terminado la guerra civil norteamericana y los Estados ya fortalecidos, presionaban a Francia, en contra de la intervención en México.
En marzo de 1866, Maximiliano nombró ministro de Gobernación y ministro interior del Estado a Salazar Ilarregui, designando, en su lugar, a don Domingo Burear. En agosto, José Antonio Muñoz se pronunció, en Campeche, contra el Imperio, pero el gobierno intervencionista logró reprimir la rebelión. Con motivo de esta rebelión, Pablo García fue detenido como sospechoso y luego expulsado del Estado. Entonces, García se dirigió a Tabasco, que ya estaba en poder de los republicanos, al igual que gran parte de Veracruz. Ahí, el gobernador tabasqueño, Gregorio Méndez, puso a las órdenes de García un destacamento militar, jefaturado por Pedro Celestino Brito, proporcionándole parque suficiente para asediar Campeche. Brito y García desembarcaron en Lerma el 23 de septiembre y tomaron los barrios de San Román y Santa Ana, aunque después fueron rechazados.
Ante esta situación, que ponía en grave peligro al gobierno imperial en la península, Maximiliano envió de nuevo, como comisario, a Salazar Ilarregui, y nombró prefecto de Mérida a Pantaleón Barrera. Poco después, las fuerzas republicanas de García y Brito volvieron a asediar Campeche; mientras que las de Manuel Cepeda Peraza cercaban Mérida. Finalmente, en los primeros días de junio, los intervencionistas perdieron Querétaro, y Maximiliano fue apresado y fusilado junto con sus principales colaboradores, los generales Miramón y Mejía.
El día 10 del mismo mes, Campeche cayó en poder de los republicanos. El 12 de junio, fueron fusilados, en Calkiní, los principales colaboradores del Imperio, en Campeche: el general Juan Espejo, jefa de las fuerzas imperiales en Campeche; el Lic. José Dorantes Ávila; y el Sr. José D. Ponce. El día 15, capituló la ciudad de Mérida. En Campeche, Salazar Ilarregui, comisario imperial salió huyendo hacia los Estados Unidos, pues se acercaban las fuerzas republicanas. Una vez establecido el orden federal, Pablo García se hizo cargo nuevamente del gobierno de Campeche.

#### La restauración republicana
Al igual que en otras ocasiones, la eliminación de una causa común, en esta ocasión el Imperio, volvió a dividir a los liberales campechanos, haciendo surgir grupos de oposición a Pablo García. En 1869, el gobernador campechano fue acusado ante el Congreso de la Unión, por personajes de filiación conservadora, de haber colaborado con los intervencionistas, delatando el movimiento de Pedro Celestino Brito en Champotón, y de haber cometido arbitrariedades con funcionarios republicanos, a quienes había depuesto de sus cargos públicos sin que las medidas se justificaran. Mientras el caso se estudiaba, el Congreso obligó a García a dejar la gubernatura en manos de Aznar Barbachano. Pero la oposición persistió en Campeche. Aznar tuvo que dejar el despacho oficial y trasladar sus oficinas fuera del centro de la ciudad, medida que no fue suficiente. La legislatura local nombró como gobernador y vicegobernador interinos a Salvador Donde y a Marcelino Castilla, quienes, a su vez, nulificaron todas las disposiciones que Aznar había tomado como gobernador. Un año más tarde, la Suprema Corte de justicia sentenció a García a ser destituido de su cargo, así como a la suspensión de sus derechos ciudadanos durante año y medio. García fue expulsado de Campeche y se estableció en Mérida, donde fue acogido por el gobierno de Manuel Cepeda Peraza.
Una vez destituido García, el Congreso campechano nombró gobernador interino al Lic. Joaquín Baranda, a quien correspondió terminar el periodo constitucional. En el proceso electoral, que tuvo lugar en 1871, salió electo Joaquín Baranda, a quien se dispensaron cuatro años de edad por no cubrir el mínimo de 35 establecido para ser gobernador. En 1875, al terminar su periodo, fue reelecto. Sin embargo, al pronunciarse la brigada de operaciones de Campeche por el Plan de Tuxtepec, en enero de 1877, su jefe, el general Pedro Celestino Brito, se hizo cargo del gobierno, ante la negativa de Baranda de adherirse al movimiento de Porfirio Díaz contra Lerdo de Tejada. Poco después, el general Juan de la Luz Enríquez, a quien Díaz encargó reorganizar políticamente Chiapas, Tabasco, Yucatán y Campeche, nombró gobernador y comandante militar de esta última entidad al general Juan B. Zamudio, a quien correspondió emitir una convocatoria electoral.
En esta ocasión fue elegido gobernador, Marcelino Castilla, quien ocupó el cargo hasta 1889.

### Porfiriato ysigloXX

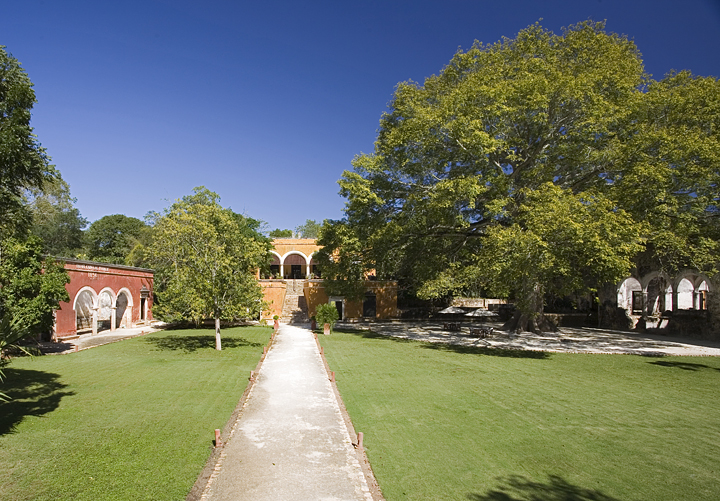
Hacienda Uayamon; actualmente usada como hotel.

Entre 1880 y 1883, gobernó Campeche Arturo Schiels, y para el siguiente cuatrienio, Joaquín Baranda triunfó de nuevo en las elecciones. Baranda aceptó la gubernatura, pero en 1885, pidió al Congreso campechano y obtuvo licencia indefinida de su cargo, quedando como interino Juan Montalvo. El resto del tiempo que duró el régimen porfirista, de 1887 a 1911, Campeche tuvo, entre licencias y renuncias, catorce gobernadores.
Durante la dictadura porfirista, la economía campechana continuó basándose en el cultivo y comercio de maíz, arroz, caña y ganado para el mercado interno; en la exportación del palo de tinte, de sal y de maderas. Sin embargo, el comercio de la sal se vio afectado por el decreto federal del 7 de octubre de 1881, que permitía su libre importación del extranjero. La industria naviera, que hasta la década de los sesenta había tenido mucho peso, declinó notablemente hacia fines de siglo.
Por otro lado, la extracción y comercialización del palo de tinte, que durante los años críticos de guerra había disminuido por falta de mano de obra, se recuperó rápidamente, manteniendo el partido del Carmen como uno de los dos más importantes del Estado. El otro era Campeche, que también exportaba palo de tinte, maderas y un gran volumen de sal.
En 1881, el gobernador Arturo Schiels, solicitó y obtuvo del gobierno federal la concesión para abrir nuevos canales derivados de los río, Candelaria, Palizada y Champotón, con el fin de utilizarlos para transportar el palo de tinte y otras maderas preciosas. Ello serviría, además, para incrementar las relaciones mercantiles que existían entre Campeche y el estado de Chiapas y Guatemala.
La venta de palo de tinte campechano se incrementó año tras año, hasta llegar a la exportación de cien mil toneladas durante el año de 1896; pero a partir de ese momento, la actividad fue perdiendo importancia y, para 1915, sólo se exportaron al extranjero diecisiete mil toneladas.
La razón de lo anterior estaba en la utilización de colorantes químicos en Europa, los cuales se empezaron a emplear desde 1855 y, para fines de siglo, se habían generalizado en la industria del Viejo Continente.
En la etapa porfirista, Campeche mantuvo en el mercado sus ya famosas maderas y, asimismo, se inició en la entidad la explotación del chicle, aunque esta actividad solo cobraría importancia hasta principios del siglo XX.
En Campeche, al igual que en el resto del país, los primeros años del siglo XX se caracterizaron por la dominación política y económica de un pequeño grupo que ejerció el poder local, a la manera de Porfirio Díaz en lo nacional. Tal vez con menos uso de la fuerza pública o de guardias blancas, pero no por esto el sistema de explotación fue menos brutal. Los mecanismos de control y la alineación del trabajador crearon condiciones en la que el descontento no produjo levantamientos populares de importancia, salvo pequeños brotes de rebeldía en algunas haciendas y fincas rurales de Tenabo, como la finca "Chilib"; o en Champotón, en las fincas de San Pablo y Haltunchén, en las cuales los protagonistas fueron jornaleros jamaiquinos y huastecos, que fueron controlados sin mayor problema, incluso sin que se registraran enfrentamientos armados.
Se continuó la aplicación de la ley agraria que legitimaba la esclavitud de los peones y sus familiares. Pero, no obstante esta medida para fijar al trabajador en las fincas de campo, oficialmente fue señalado como un problema la baja colonización de tierras laborales; de ahí que se buscara estimular la participación de hacendados en proyectos de inmigración de trabajadores japoneses, de manera experimental, como sucedía en el vecino estado de Yucatán; esta medida no tuvo éxito. Igualmente, se solicitaron prisioneros yaquis al gobierno federal (llegando a Campeche un total de 165, formados por partes iguales de mujeres y niños), sin embargo estos tampoco fueron significativos.
El proceso de acumulación de tierras en pocas manos se aceleró en esta primera década, y en manos de 14 hacendados se acumularon 147 haciendas, que representaban la quinta parte del territorio del estado de Campeche.
La economía fue fundamentalmente agrícola y forestal: maíz, caña de azúcar y henequén fueron los principales cultivos; en lo referente a la explotación forestal, las maderas tintóreas y las resinas de zapote, principalmente el "palo de tinte". Aunque por esas fechas dejaba de ser rentable, a raíz de su casi extinción en los partidos de Champotón y Carmen, y la guerra ruso japonesa que originó el cierre del principal mercado. Por otra parte, el henequén, a pesar de que se incrementó su cultivo, no logró ser dominante en la economía campechana. La caña de azúcar dejó de ser exportada y abasteció al mercado interno de la península.
La inversión extranjera fue menor, en forma directa, que el promedio general en el país, pero controló las ramas fundamentales de la economía. Así, la resina de zapote y el palo de tinte fueron monopolizados por la Compañía Laguna Co. y la Internacional Lumber and Development; y el henequén, Tebro Bros. y la International Harverst Co., todas de capital norteamericano. La Compañía S. Pearson and Son LTD inició la explotación en busca de petróleo en el territorio de Campeche.